# Allassac
Allassac est une commune française située dans le département de la Corrèze en région Nouvelle-Aquitaine.

## Géographie
1. Carte dynamique
2. Carte Openstreetmap
3. Carte topographique
4. Carte avec les communes environnantes

### Généralités

#### Cartographie(cliquer pour afficher)
1. Carte dynamique
2. Carte Openstreetmap
3. Carte topographique
4. Carte avec les communes environnantes

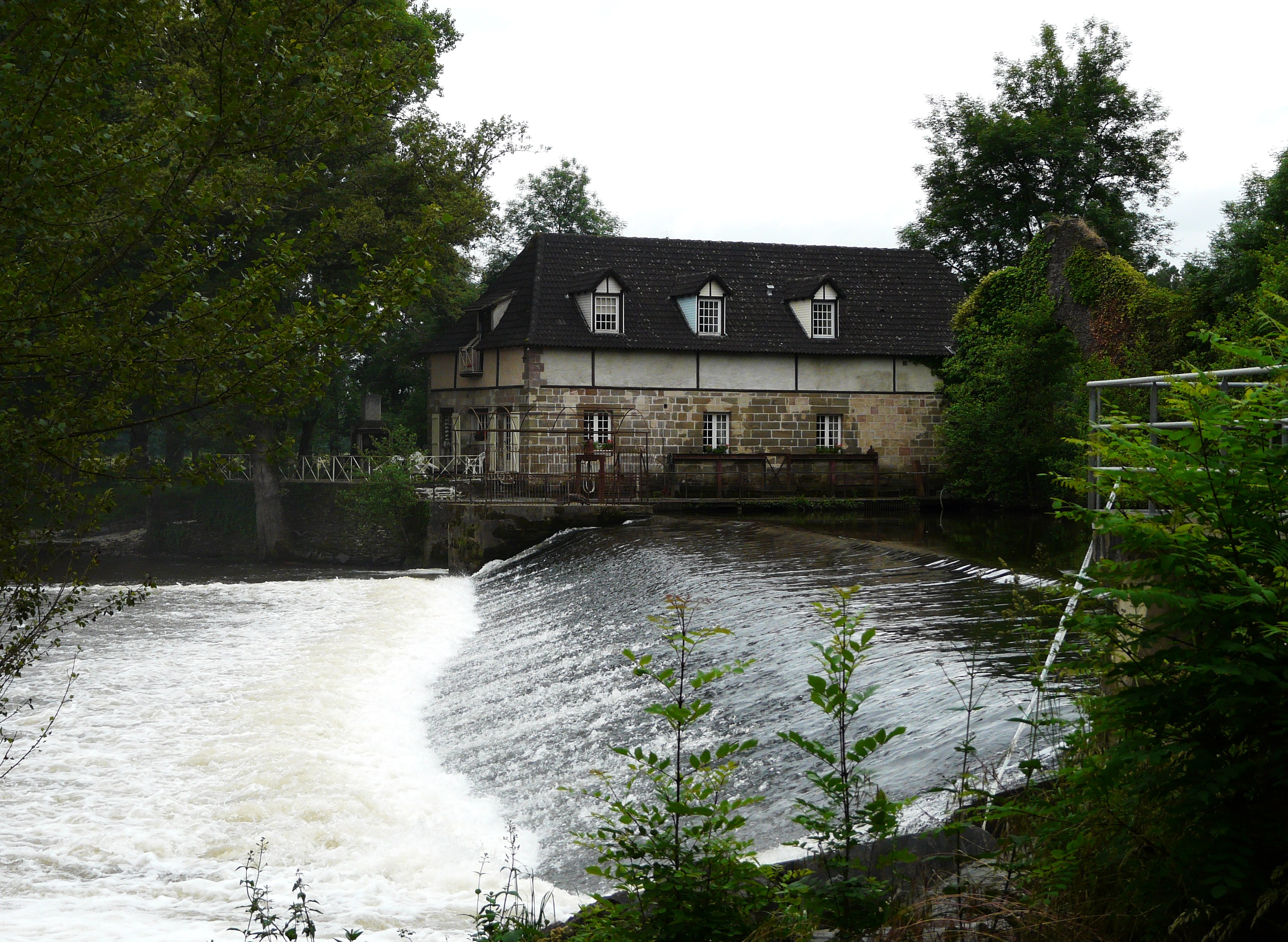
La digue et l'ancien moulin sur la Vézère à Garavet.

Située dans le bassin de Brive, la commune d'Allassac est irriguée par trois cours d'eau principaux : la Vézère, son affluent la Loyre, et le Clan, un sous-affluent de la Corrèze.
La ville d'Allassac est implantée au croisement des routes départementales 9, 25, 34 et 134. Elle est desservie en gare d'Allassac par la ligne des Aubrais - Orléans à Montauban-Ville-Bourbon. Elle est située, en distances orthodromiques, six kilomètres à l'est d'Objat et douze kilomètres au nord-nord-ouest de Brive-la-Gaillarde.
La commune est également desservie par les routes départementales 57, 148 et 901.
À quatre kilomètres au sud-est, l'autoroute A20 permet par l'échangeur no 48 d'arriver directement à Allassac.
La commune d'Allassac est limitrophe de dix communes.

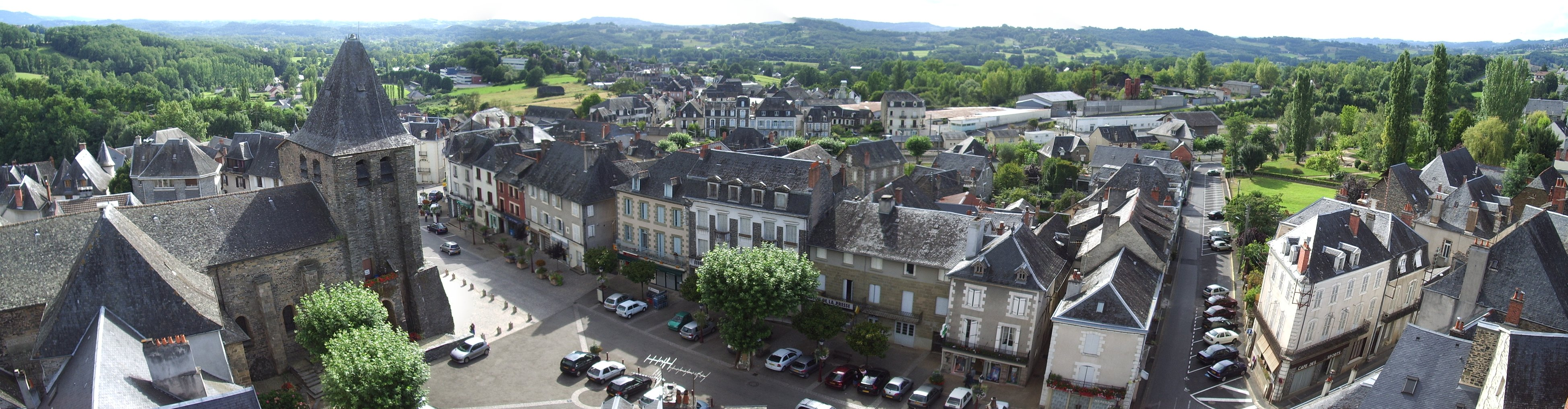
Place Allègre.

Les communes limitrophes sont  Donzenac, Estivaux, Objat, Sadroc, Saint-Aulaire, Saint-Bonnet-l'Enfantier, Saint-Viance, Varetz, Voutezac et Yssandon.
| Voutezac             | Estivaux     | Saint-Bonnet-l'Enfantier, Sadroc |
| Objat, Saint-Aulaire | Allassac     | Donzenac                         |
| Yssandon, Varetz     | Saint-Viance |                                  |

### Climat
Pour des articles plus généraux, voir Climat de la Nouvelle-Aquitaine et Climat de la Corrèze.
Historiquement, la commune est exposée à un climat océanique aquitain.  
En 2020, Météo-France publie une typologie des climats de la France métropolitaine dans laquelle la commune est dans une zone de transition entre le climat océanique altéré et le climat de montagne et est dans la région climatique Ouest et nord-ouest du Massif Central, caractérisée par une pluviométrie annuelle de 900 à 1 500 mm, maximale en automne et en hiver.
Pour la période 1971-2000, la température annuelle moyenne est de 12,1 °C, avec  une amplitude thermique annuelle de 14,7 °C. Le cumul annuel moyen de précipitations est de 1 056 mm, avec 12,4 jours de précipitations en janvier et 7,2 jours en juillet. Pour la période 1991-2020, la température moyenne annuelle observée sur la station météorologique la plus proche, située sur la commune de Voutezac à 5 km à vol d'oiseau, est de 12,2 °C et le cumul annuel moyen de précipitations est de 1 014,2 mm,. Pour l'avenir, les paramètres climatiques de la commune estimés pour 2050 selon différents scénarios d’émission de gaz à effet de serre sont consultables sur un site dédié publié par Météo-France en novembre 2022.

## Urbanisme

### Typologie
Au 1er janvier 2024, Allassac est catégorisée commune rurale à habitat dispersé, selon la nouvelle grille communale de densité à 7 niveaux définie par l'Insee en 2022.
Elle appartient à l'unité urbaine d'Allassac, une agglomération intra-départementale dont elle est ville-centre,. Par ailleurs la commune fait partie de l'aire d'attraction de Brive-la-Gaillarde, dont elle est une commune de la couronne,. Cette aire, qui regroupe 80 communes, est catégorisée dans les aires de 50 000 à moins de 200 000 habitants,.

### Occupation des sols
L'occupation des sols de la commune, telle qu'elle ressort de la base de données européenne d’occupation biophysique des sols Corine Land Cover (CLC), est marquée par l'importance des territoires agricoles (75,9 % en 2018), en diminution par rapport à 1990 (79,9 %). La répartition détaillée en 2018 est la suivante : 
zones agricoles hétérogènes (50,5 %), prairies (22 %), forêts (16 %), zones urbanisées (7,9 %), cultures permanentes (1,9 %), terres arables (1,5 %), zones industrielles ou commerciales et réseaux de communication (0,2 %).
L'évolution de l’occupation des sols de la commune et de ses infrastructures peut être observée sur les différentes représentations cartographiques du territoire : la carte de Cassini (XVIIIe siècle), la carte d'état-major (1820-1866) et les cartes ou photos aériennes de l'IGN pour la période actuelle (1950 à aujourd'hui).

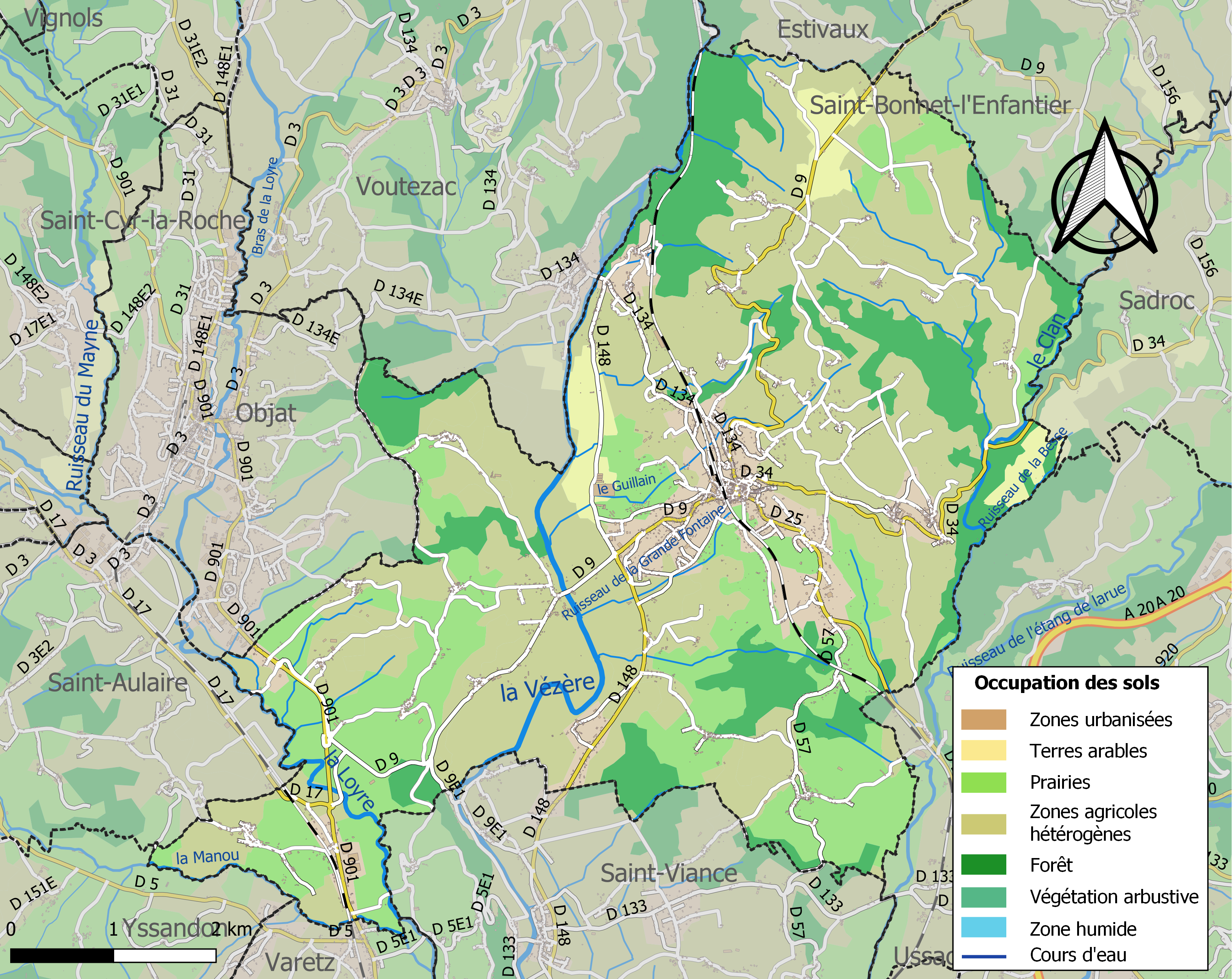
Carte des infrastructures et de l'occupation des sols de la commune en 2018 (CLC).

### Transports en commun

#### Transport routier
- Réseau Réseau interurbain de la Corrèze

#### Transport ferroviaire
- Gare d'Allassac

### Lieux-dits, hameaux et écarts
Abattoirs, Bardoux, la Barrière-de-la-Borie, la Barrière de Saint-Laurent, la Bessière, la Blondinerie, Bois-Communal, le Bois-du-Roi, Bois-la-Pleuge, la Borde, les Borderies, le Bos-Delpy, le Bouchailloux, Bridal, Brochat, le Buffalou, les Caneaus, les Carrières, la Chapelle, la Chartroulle, les Chartrous, Chaves-de-Brochas, le Cheyral, Chez-Gauthier, Chez-le-Forgeron, Colombier, la Côte, la Côte-Reynie, la Crois-des-Masredons, Croix-Saint-Joseph, les Escures-de-Gorsas, les Escures-de-la-Chapelle, l'Escurotte, Etang-de-la-Roche, Eyzac, la Faurie, les Fosses, Fouysse, Freygemouche, les Galubes, Garatins, Garavet, les Gardelles, Gau, Gauch, le Gaucher, la Geneste, Giriges, Gorsas, les Gouttes, Grande-Fontaine, les Granetties, Lacombe, Lacomborne, Lajugie, Laprade, Lascaux, Lasteyrie, Laugerie, Laujour, Laval, Lavergne, Maison-Bounie, Maison-Dumas, Maison-Garde, Maison-Meyer, Maison-Soudrie, Mas-Redon, la Meyranie, Montaural, les Mosredons, Moulin-de-Bridal, le Moulin-du-Verdier-Bas, Petit-Garavet, la Pialeporcherie, la Pialeporchie, Pic-de-Corsat, les Pierres-Blanches, la Pissotte, les Placeaux, la Pleuge, Pont-Salomon, le Poulverel, les Prades, Pradel, la Prise-d'Eau, le Puy, Puy-de-Brochat, le Puy-l'Epine, les Rebières-Blanches, la Reygnie, le Roc, la Roche, le Saillant, le Saillant-Vieux, Saint-Laurent, la Sudrie, le Temple, Usines-Chaux, Le Verdier, Verdier-Bas, Verdier-Haut, Vinzelas, Virolles, Virols.
Le Saillant
En latin aqua saliens qui désignait une eau bondissante. Ce nom évoque des rapides et une cascade dans une gorge profonde.
Il est appelé ad illo Salente en 904.

### Risques majeurs
Le territoire de la commune d'Allassac est vulnérable à différents aléas naturels : météorologiques (tempête, orage, neige, grand froid, canicule ou sécheresse), inondations, feux de forêts, mouvements de terrains et séisme (sismicité très faible). Il est également exposé à deux risques technologiques,  le transport de matières dangereuses et la rupture d'un barrage, et à un risque particulier : le risque de radon. Un site publié par le BRGM permet d'évaluer simplement et rapidement les risques d'un bien localisé soit par son adresse soit par le numéro de sa parcelle.

#### Risques naturels
Certaines parties du territoire communal sont susceptibles d’être affectées par le risque d’inondation par débordement de cours d'eau, notamment la Vézère, la Loyre et le Clan. La commune a été reconnue en état de catastrophe naturelle au titre des dommages causés par les inondations et coulées de boue survenues en 1982, 1983, 1993, 1994, 1999, 2001, 2010, 2016 et 2021,. Le risque inondation est pris en compte dans l'aménagement du territoire de la commune par le biais du plan de prévention des risques (PPR) inondation « Vézère », approuvé le 29 août 2002.

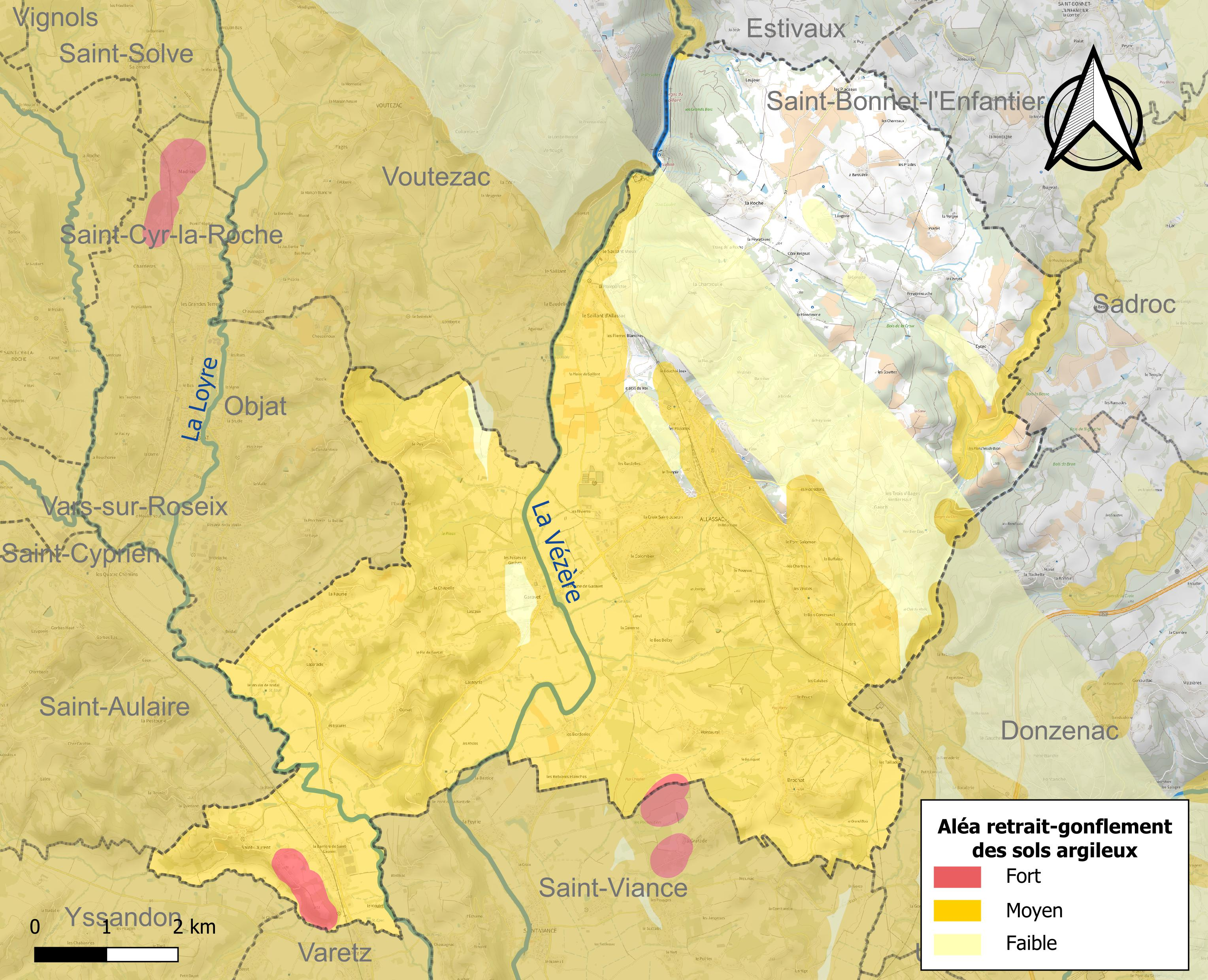
Carte des zones d'aléa retrait-gonflement des sols argileux d'Allassac.

La commune est vulnérable au risque de mouvements de terrains constitué principalement du retrait-gonflement des sols argileux. Cet aléa est susceptible d'engendrer des dommages importants aux bâtiments en cas d’alternance de périodes de sécheresse et de pluie. 62 % de la superficie communale est en aléa moyen ou fort (26,8 % au niveau départemental et 48,5 % au niveau national). Sur les 1 837 bâtiments dénombrés sur la commune en 2019,  1 379 sont en aléa moyen ou fort, soit 75 %, à comparer aux 36 % au niveau départemental et 54 % au niveau national. Une cartographie de l'exposition du territoire national au retrait gonflement des sols argileux est disponible sur le site du BRGM,.
Par ailleurs, afin de mieux appréhender le risque d’affaissement de terrain, l'inventaire national des cavités souterraines permet de localiser celles situées sur la commune.
Concernant les feux de forêt, aucun plan de prévention des risques incendie de forêt (PPRIF) n’a été établi en Corrèze, néanmoins le code de l’urbanisme impose la prise en compte des risques dans les documents d’urbanisme. Le périmètre des servitudes d'utilité publique et des zones d'obligation légale de débroussaillement pour les particuliers est quant à lui défini pour la commune dans une carte dédiée.
Concernant les mouvements de terrains, la commune a été reconnue en état de catastrophe naturelle au titre des dommages causés par la sécheresse en 2011, 2018, 2019 et 2020, par des mouvements de terrain en 1999 et 2014 et par des glissements de terrain en 1993 et 1994.

#### Risques technologiques
Le risque de transport de matières dangereuses sur la commune est lié à sa traversée par une ligne de chemin de fer et une canalisation de transport d'hydrocarbures. Un accident se produisant sur de telles infrastructures est susceptible d’avoir des effets graves sur les biens, les personnes ou l'environnement, selon la nature du matériau transporté. Des dispositions d’urbanisme peuvent être préconisées en conséquence.
La commune est en outre située en aval du barrage de Monceaux la Virolle, un ouvrage de classe A situé en Corrèze et disposant d'une retenue de 20,5 millions de mètres cubes. À ce titre elle est susceptible d’être touchée par l’onde de submersion consécutive à la rupture de cet ouvrage.

#### Risque particulier
Dans plusieurs parties du territoire national, le radon, accumulé dans certains logements ou autres locaux, peut constituer une source significative d’exposition de la population aux rayonnements ionisants. Certaines communes du département sont concernées par le risque radon à un niveau plus ou moins élevé. Selon la classification de 2018, la commune d'Allassac est classée en zone 3, à savoir zone à potentiel radon significatif.

## Toponymie
Allassac serait dérivé du mot gallo-romain Alaciacus (le domaine d’Alacius). Une première mention de la forme Allassac est transcrite dans le testament d'Aredius (saint Yrieix). Il s'est appelé Alaciaco en 947.
Ses habitants sont appelés les Allassacois.
Le village est identifié sous le nom d’Alassac sur le Grand atlas du royaume de France établi par Johannes Blaeu au XVIIe siècle puis sur la carte de Cassini, représentant la France entre 1756 et 1789. On trouve ensuite Allassat, au début de la Révolution française avant l'apparition définitive du nom actuel en 1801.
En occitan, la commune se nomme Alaçac.

## Histoire

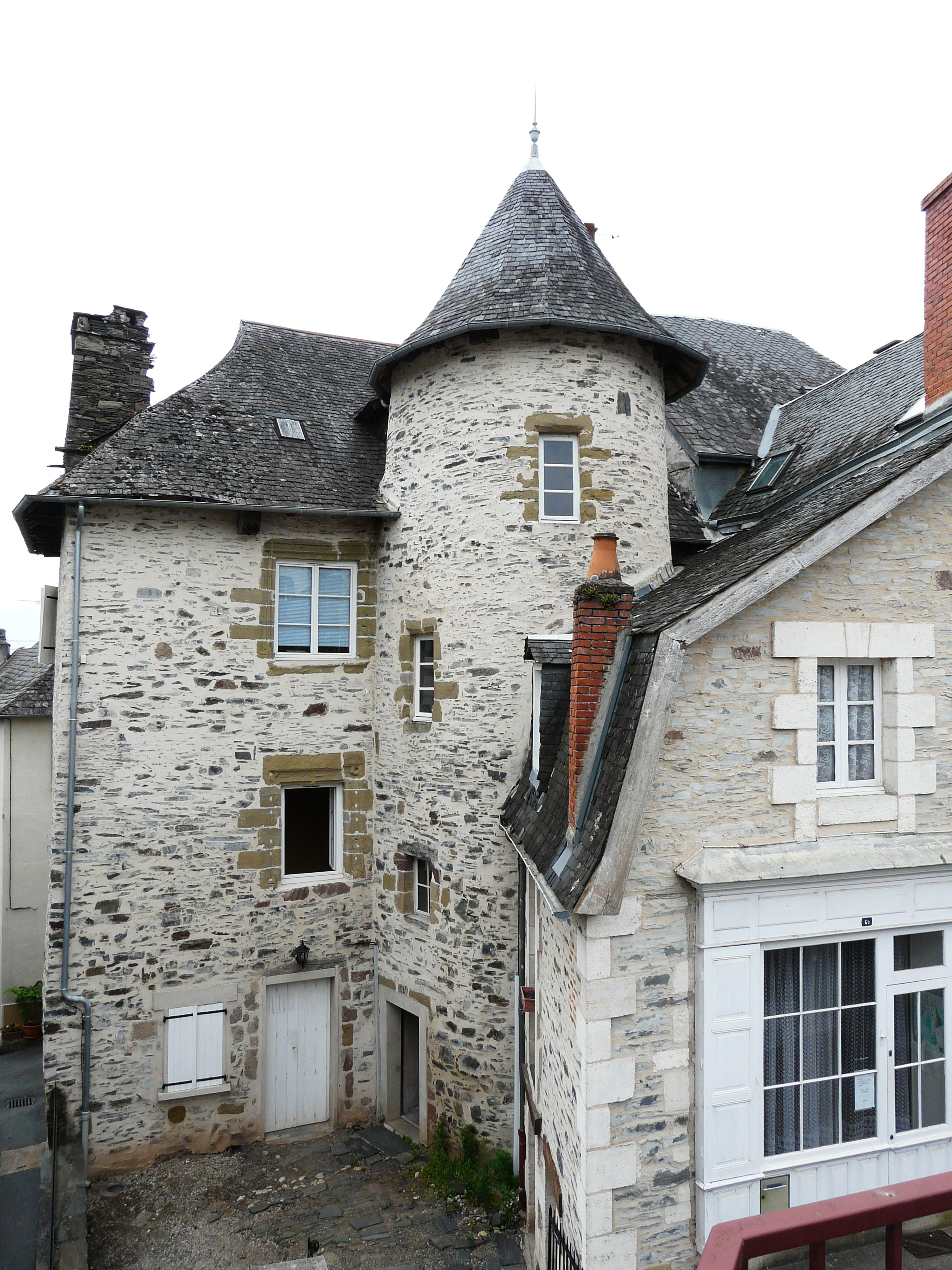
Demeures anciennes…
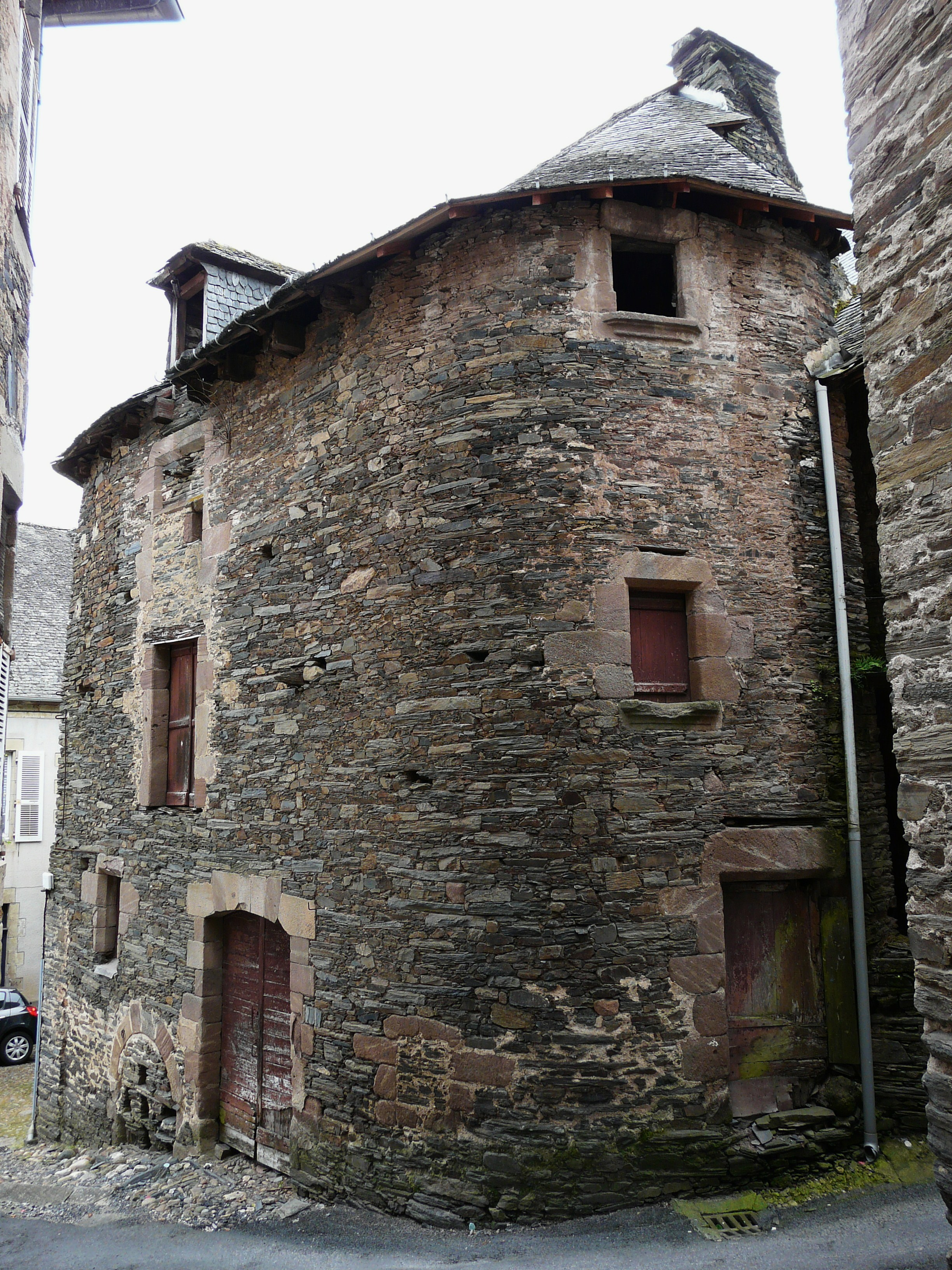
…dans le bourg.

Déjà au Mésolithique, le site de la Roche était habité, comme en témoignent les racloirs, et pointes lithiques retrouvés sur les lieux.

### Antiquité
Occupée par les Romains, Allassac possède déjà plusieurs carrières d'ardoise qui permettront le développement rapide de la ville.

### Moyen Âge
En 572, saint Yrieix et sa mère font don d'une exploitation agricole et de forges à Allassac, qui faisait alors partie du pays d'Yssandon. À la période carolingienne existe déjà un ensemble fortifié abritant une église et une habitation appartenant aux abbés de Limoges, ainsi qu'une habitation seigneuriale.
En 864 on transporta à Allassac les reliques des saints Innocents pour les protéger des envahisseurs normands.
Au Moyen Âge, Allassac devient une seigneurie de l'abbaye de Saint-Martial de Limoges.
Elle est ensuite une co-seigneurie appartenant entre autres à la famille Roffignac surnommée « premiers chrétiens du Limousin ».
Au XIVe siècle, la ville se dote d'une deuxième enceinte avec 17 tours, 8 portes et 6 châteaux. L'évêque lutte pour garder son territoire.

### Temps modernes
Les XVIe et XVIIe siècles sont propices à l'expansion grâce aux carrières d'ardoise et aux salaisons, malgré plusieurs sièges. En 1569, Henri d’Anjou y passe quelques jours avec ses armées. En 1580, Allassac est la quatrième ville du Bas Limousin (la Corrèze actuelle). Les maisons nobles à tourelles se multiplient.
En 1790, Allassac est brièvement chef-lieu de canton avant de céder la place à Donzenac en 1801. Dans les premières années de la Révolution française, la commune de Saint-Laurent fusionne avec Allassac.

### Époque contemporaine

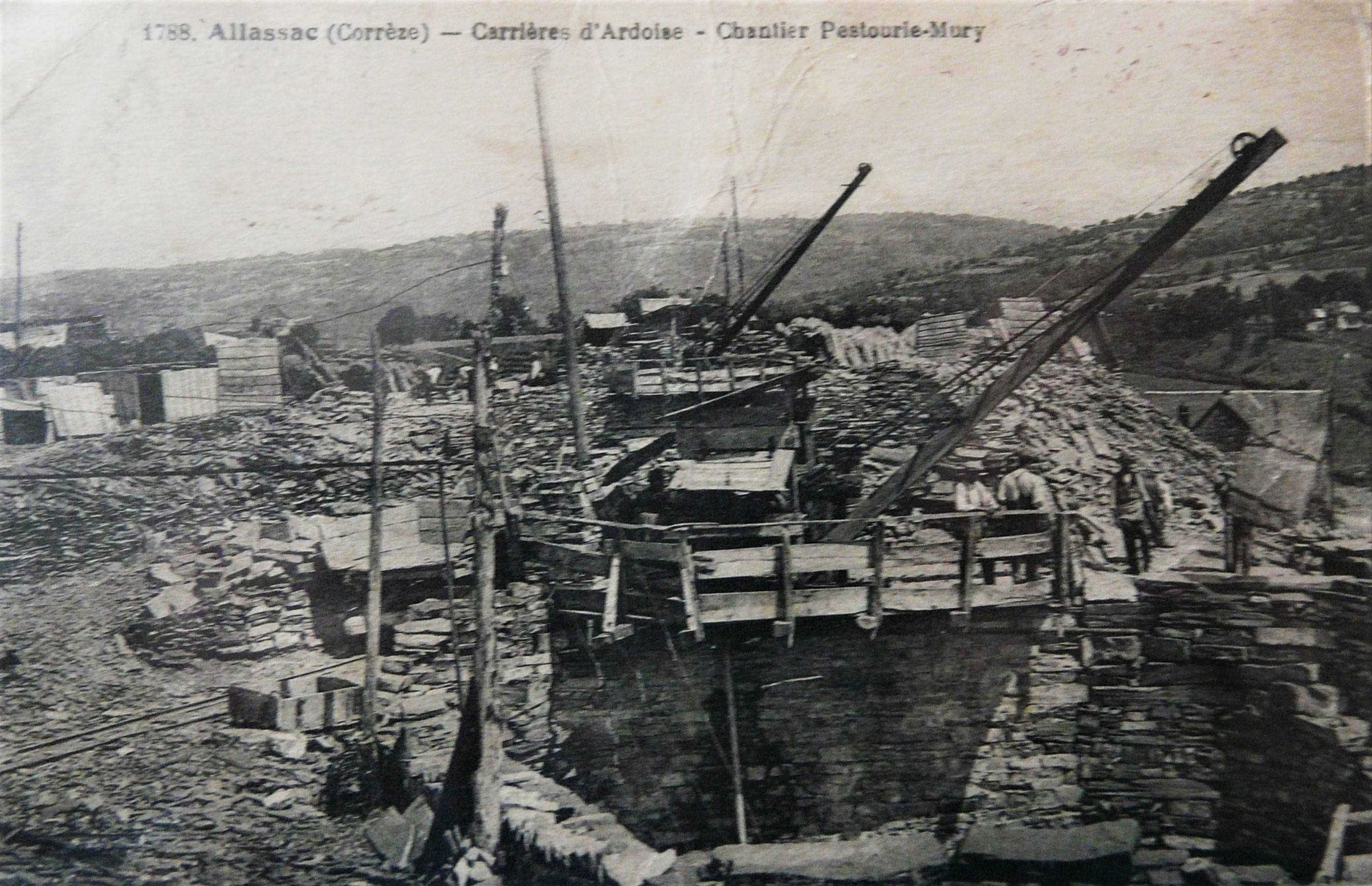
Le chantier Pestourie-Mury des carrières d'Allassac.

En 1870 la population est de 4 200 habitants et, depuis plus d'un siècle, l'exploitation de l'ardoise est une industrie importante. Le paysan est aussi ardoisier, mais le phylloxera mettra fin à cette double économie. Le paysan devra alors se tourner vers la culture fruitière et celle du tabac tout en développant les exploitations de l'ardoise, les débouchés s'effectuant vers la région parisienne grâce au train.
Le 15 décembre 1908 en fin d'après-midi, le train omnibus no 742 de Brive à Limoges, au départ de la gare d'Allassac, est percuté par le train de marchandises no 2320 dans le tunnel de Pouch, causant la mort de 15 personnes.
Gerhard Leo prisonnier dans un train bloqué en gare d'Allassac, à la suite du sabotage de résistants, réussit à s'échapper en juin 1944. Son libérateur le lieutenant Michel sera pendu à Uzerche, sous les ordres du général Heinz Lammerding.
Le 1er août 1963, à la suite d'un violent orage, la commune subit de graves inondations et coulées de boue en provenance des hauteurs, notamment à cause du ruisseau de la Grande Fontaine.

## Politique et administration

### Intercommunalité
Allassac adhère à la communauté d'agglomération du Bassin de Brive.

### Liste des maires

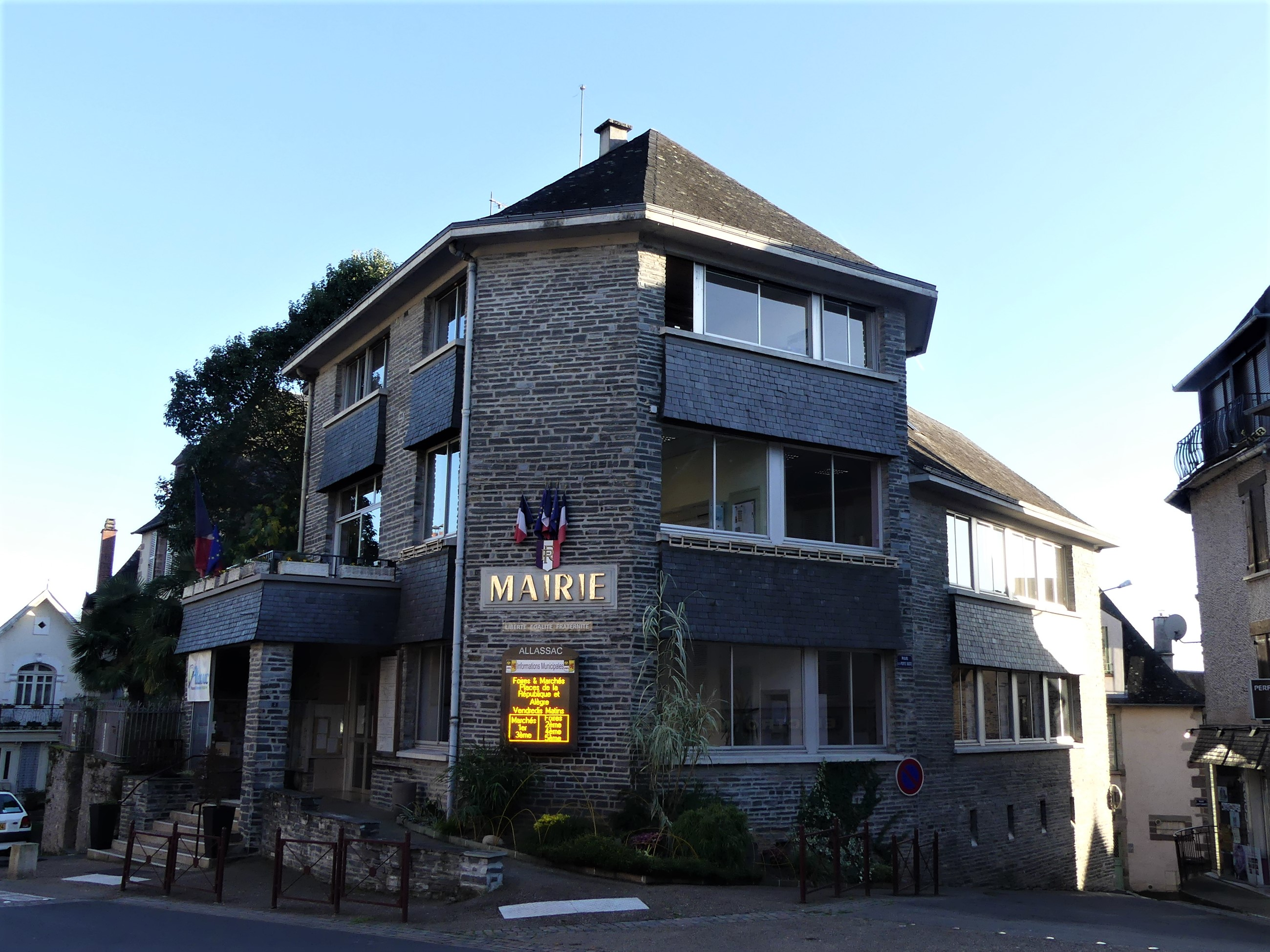
La mairie en 2017.

### Instances judiciaires et administratives
Allassac relève du tribunal d'instance de Brive-la-Gaillarde, du tribunal de grande instance de Brive-la-Gaillarde, de la cour d'appel de Limoges, du tribunal pour enfants de Brive-la-Gaillarde, du conseil de prud'hommes de Brive-la-Gaillarde, du tribunal de commerce de Brive-la-Gaillarde, du tribunal administratif de Limoges et de la cour administrative d'appel de Bordeaux.
La commune accueille la brigade de proximité de la circonscription de gendarmerie, une recette-perception des impôts et un bureau de poste.

### Jumelages

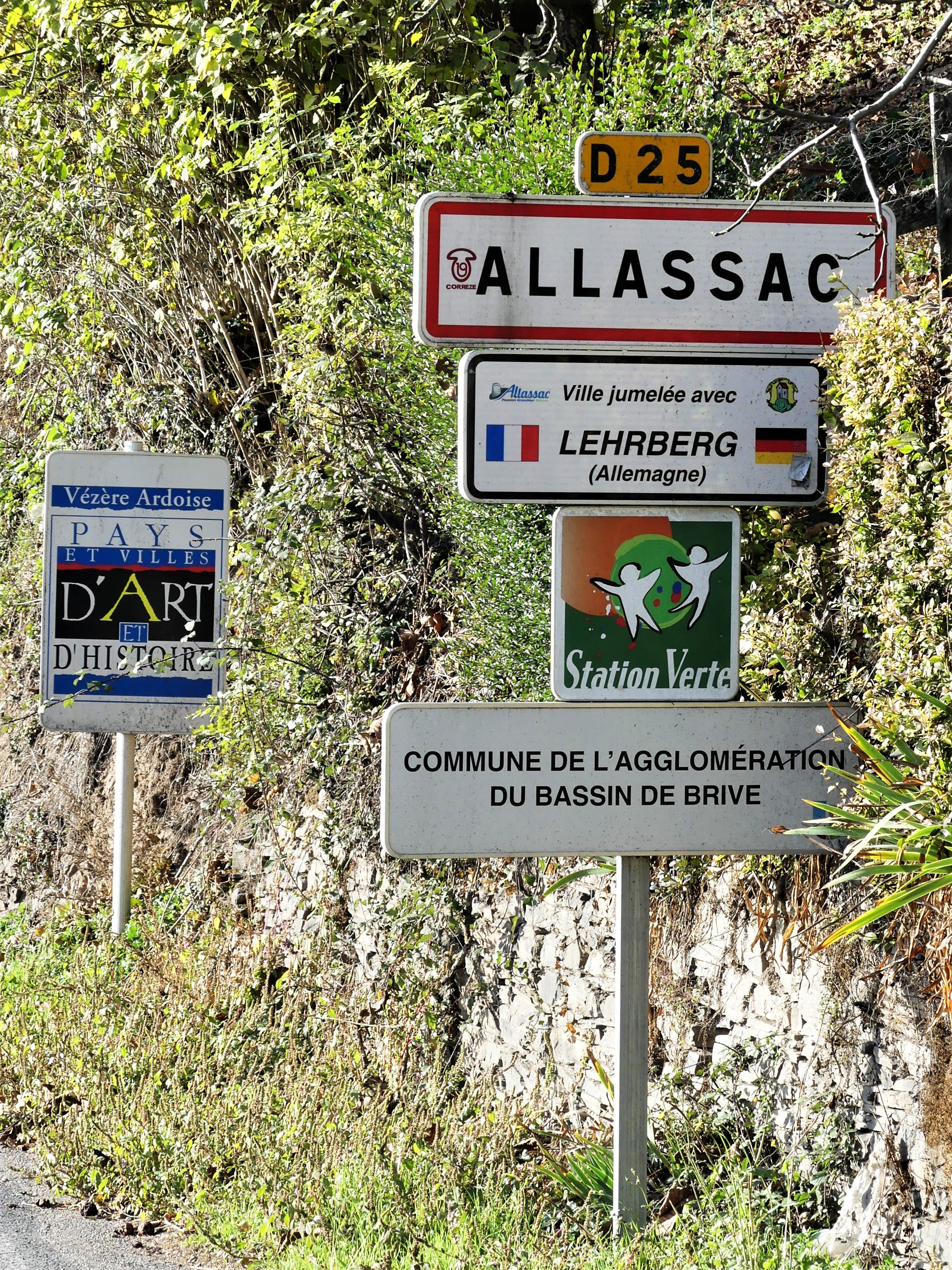
Panneau de jumelage avec Lehrberg.

Lehrberg (Allemagne)

### Politique environnementale
Dans son palmarès 2024, le Conseil national de villes et villages fleuris de France a attribué deux fleurs à la commune.

## Population et société

### Démographie
L'évolution du nombre d'habitants est connue à travers les recensements de la population effectués dans la commune depuis 1793. Pour les communes de moins de 10 000 habitants, une enquête de recensement portant sur toute la population est réalisée tous les cinq ans, les populations de référence des années intermédiaires étant quant à elles estimées par interpolation ou extrapolation. Pour la commune, le premier recensement exhaustif entrant dans le cadre du nouveau dispositif a été réalisé en 2005.

En 2022, la commune comptait 4 050 habitants, en évolution de +3,77 % par rapport à 2016 (Corrèze : −0,59 %, France hors Mayotte : +2,11 %).
| 1793  | 1800  | 1806  | 1821  | 1831  | 1836  | 1841  | 1846  | 1851  |
| ----- | ----- | ----- | ----- | ----- | ----- | ----- | ----- | ----- |
| 3 159 | 3 353 | 3 115 | 3 670 | 4 049 | 4 029 | 4 209 | 4 222 | 4 126 |

| 1856  | 1861  | 1866  | 1872  | 1876  | 1881  | 1886  | 1891  | 1896  |
| ----- | ----- | ----- | ----- | ----- | ----- | ----- | ----- | ----- |
| 4 070 | 3 853 | 4 047 | 4 082 | 4 150 | 4 046 | 4 165 | 4 551 | 4 210 |

| 1901  | 1906  | 1911  | 1921  | 1926  | 1931  | 1936  | 1946  | 1954  |
| ----- | ----- | ----- | ----- | ----- | ----- | ----- | ----- | ----- |
| 4 417 | 4 577 | 4 396 | 4 010 | 4 097 | 3 806 | 3 718 | 3 638 | 3 637 |

| 1962  | 1968  | 1975  | 1982  | 1990  | 1999  | 2005  | 2006  | 2010  |
| ----- | ----- | ----- | ----- | ----- | ----- | ----- | ----- | ----- |
| 3 619 | 3 448 | 3 474 | 3 532 | 3 379 | 3 366 | 3 561 | 3 601 | 3 796 |

| 2015  | 2020  | 2022  | - | - | - | - | - | - |
| ----- | ----- | ----- | - | - | - | - | - | - |
| 3 896 | 3 996 | 4 050 | - | - | - | - | - | - |

### Sports
Volley-ball : 3 équipes inscrites en UFOLEP (mixte).
Football : depuis 1940, le Club sportif allassacois.

### Cultes
Culte catholique
La paroisse catholique d'Allassac fait partie de l'ensemble paroissial d'Allassac, Estivaux et Saint-Viance dans le doyenné de moyenne Vézère et du bassin de Brive (Diocèse de Tulle).

## Économie

### Secteur primaire

#### Agriculture
L'arboriculture se développe sur la commune, en particulier la pomme du Limousin (AOP), la pêche, la prune ou le kiwi.

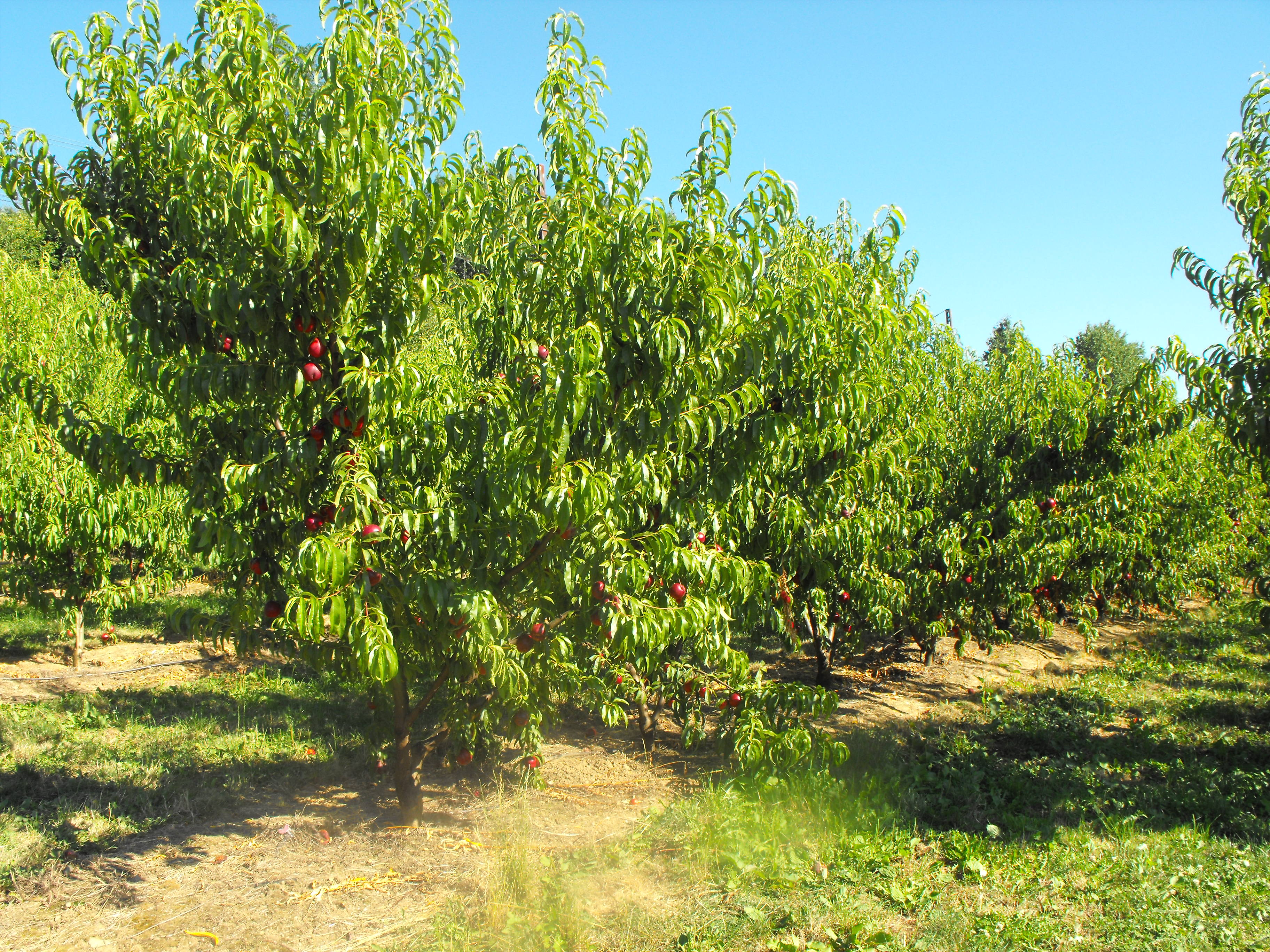
Culture de la nectarine et de la pêche.
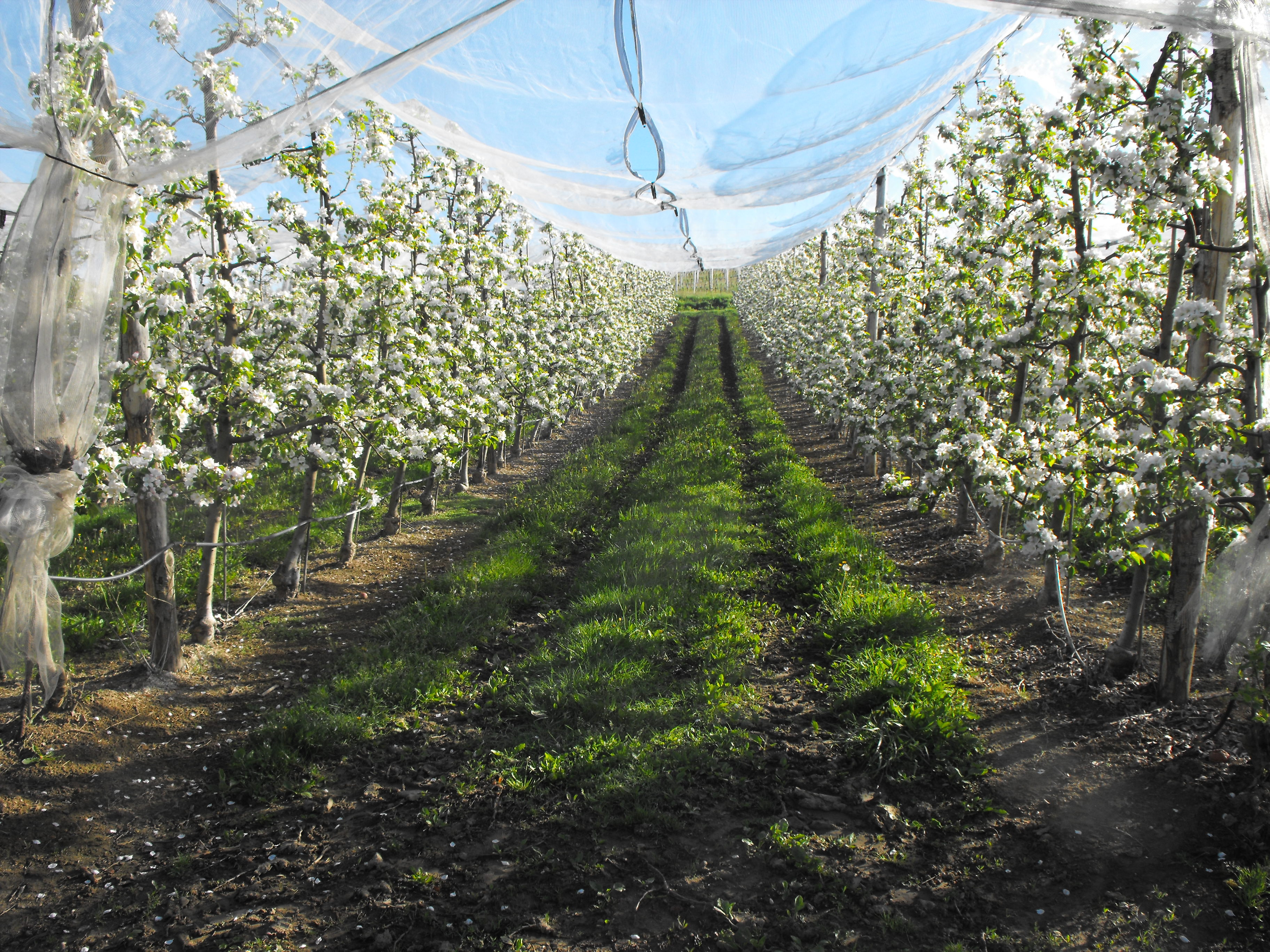
Verger de pommiers.
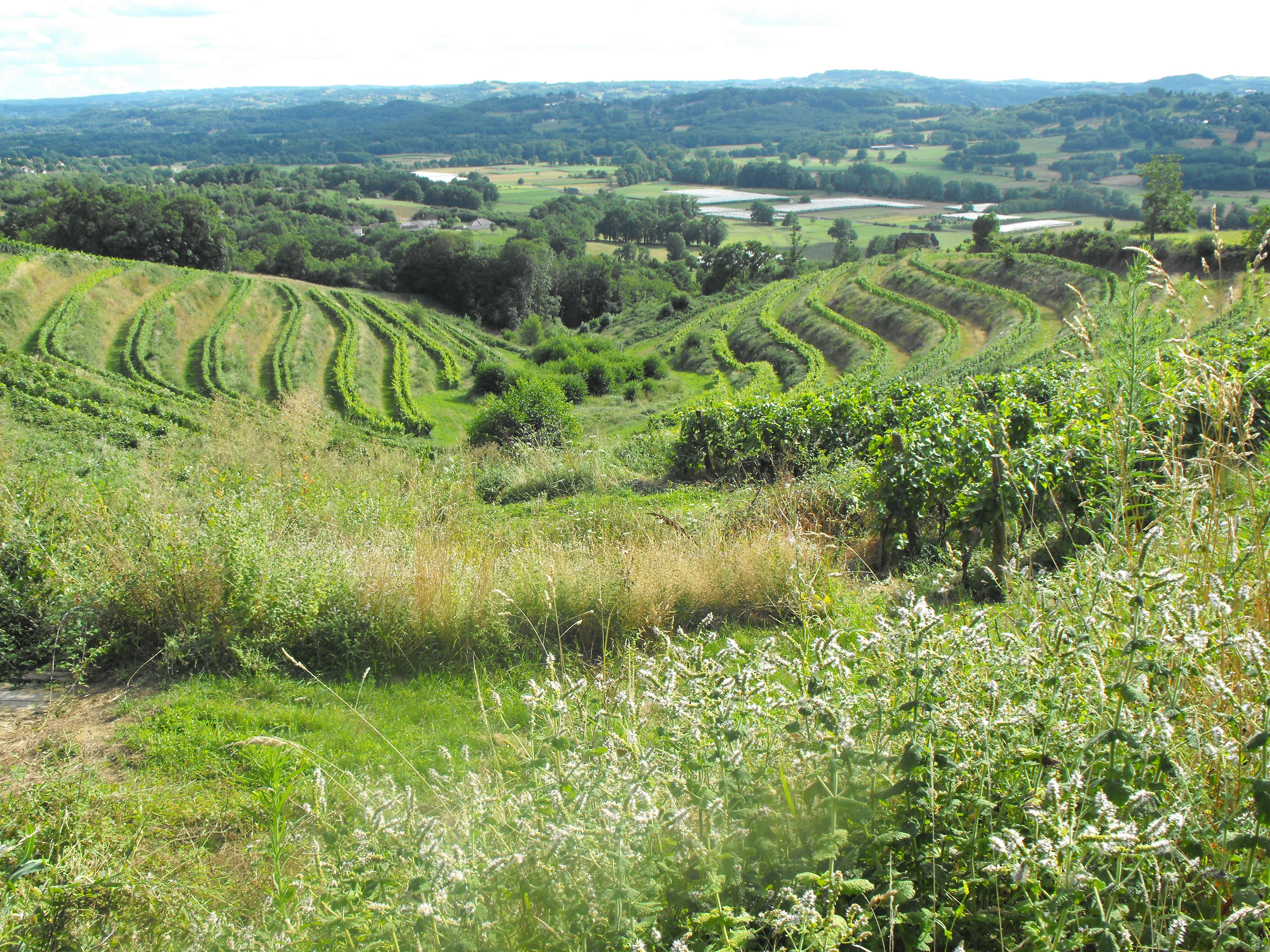
Coteaux du Saillant-Vézère vers la Chartroulle.
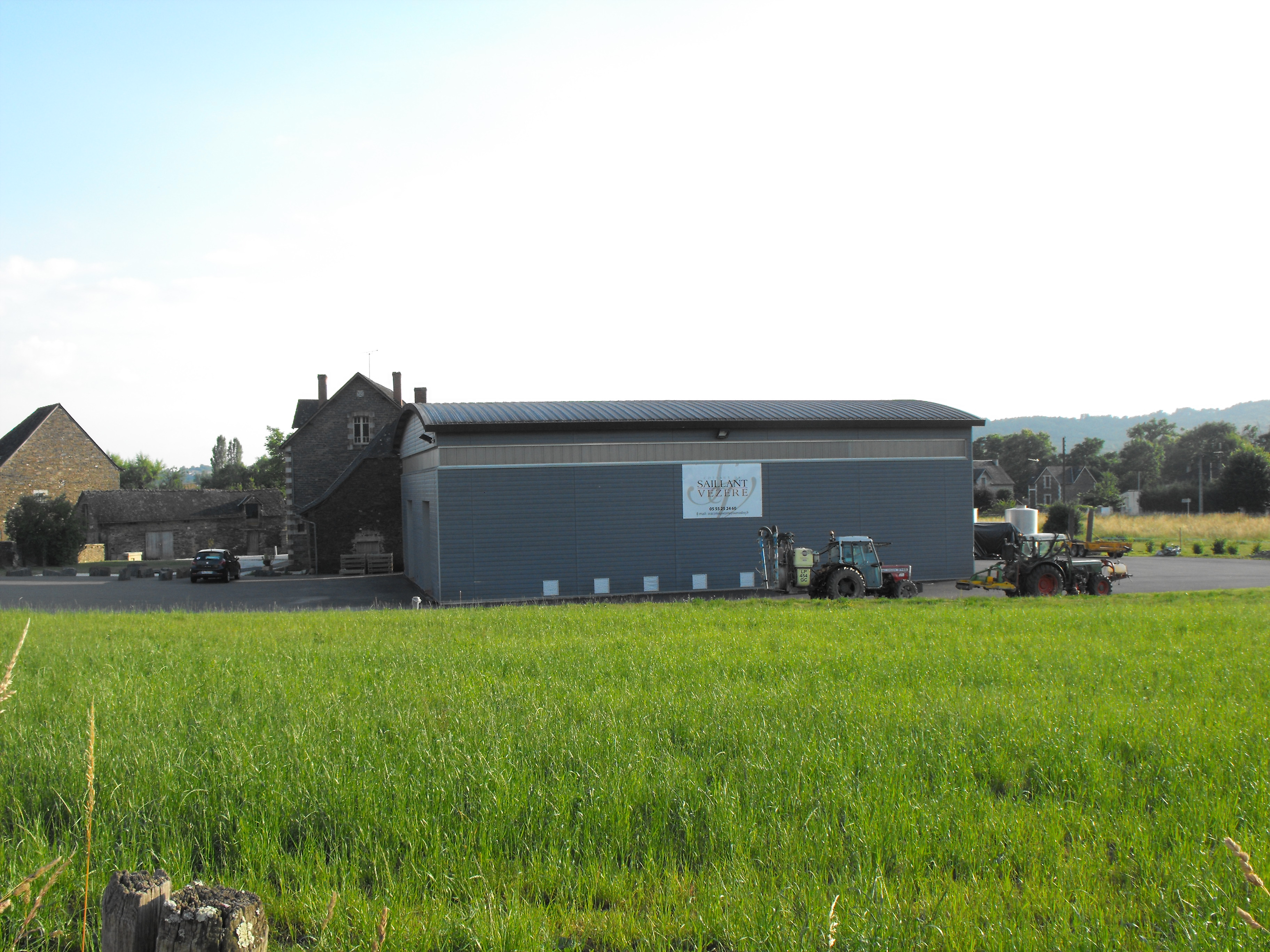
La cave des Coteaux du Saillant-Vézère au lieu-dit la Jugie.

Un vignoble « les Coteaux du Saillant-Vézère » vient d’être replanté sur 17 hectares sur un sol schisteux. Allassac était célèbre jusqu'à la fin du XIXe siècle pour ses vignes, d'où la cave viticole du Saillant ; les cépage choisis sont chenin, sauvignon gris, chardonnay, merlot et cabernet franc.
L'élevage concerne les veaux de race limousine élevés sous la mère.

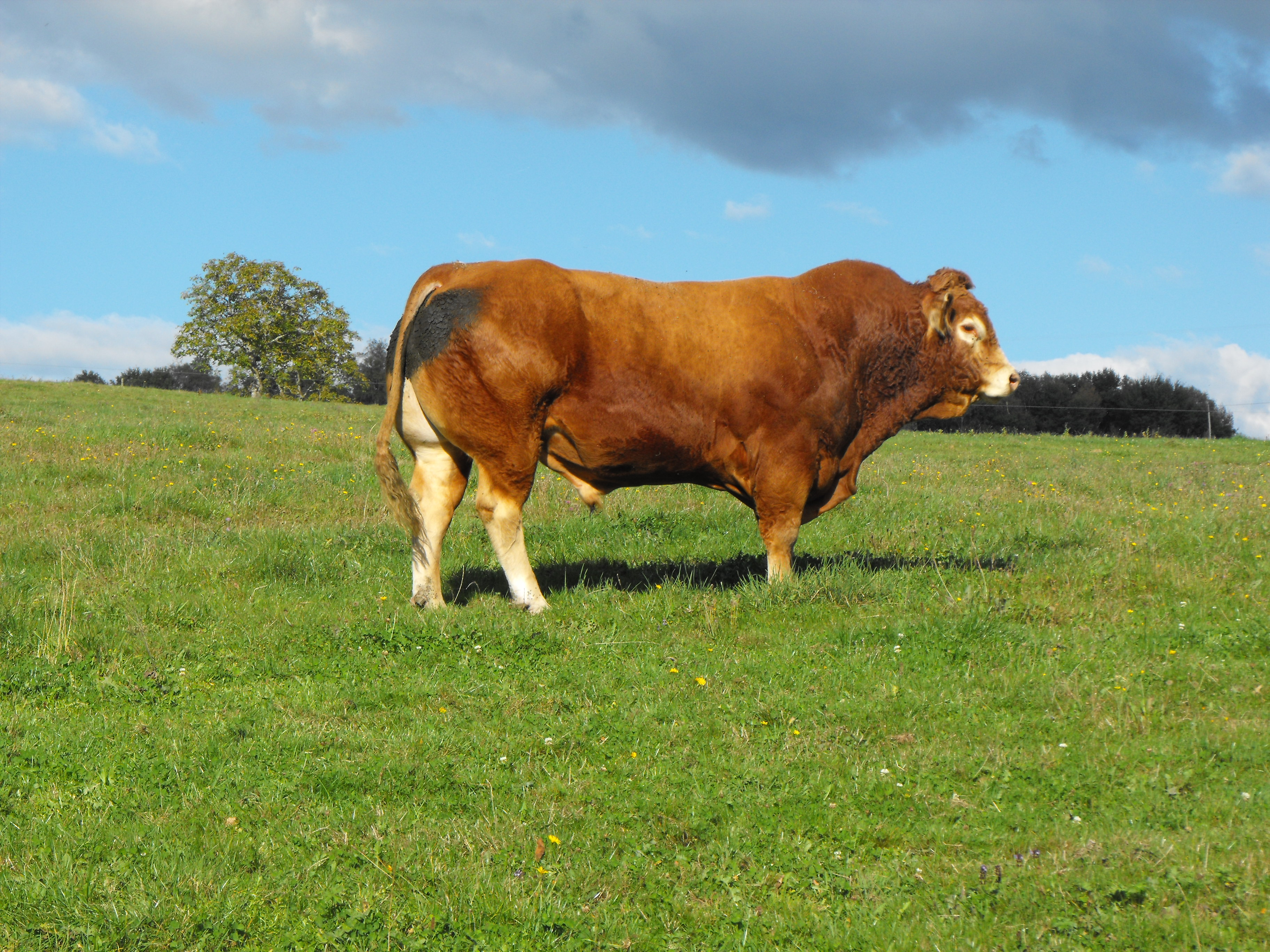
Taureau de race limousine.
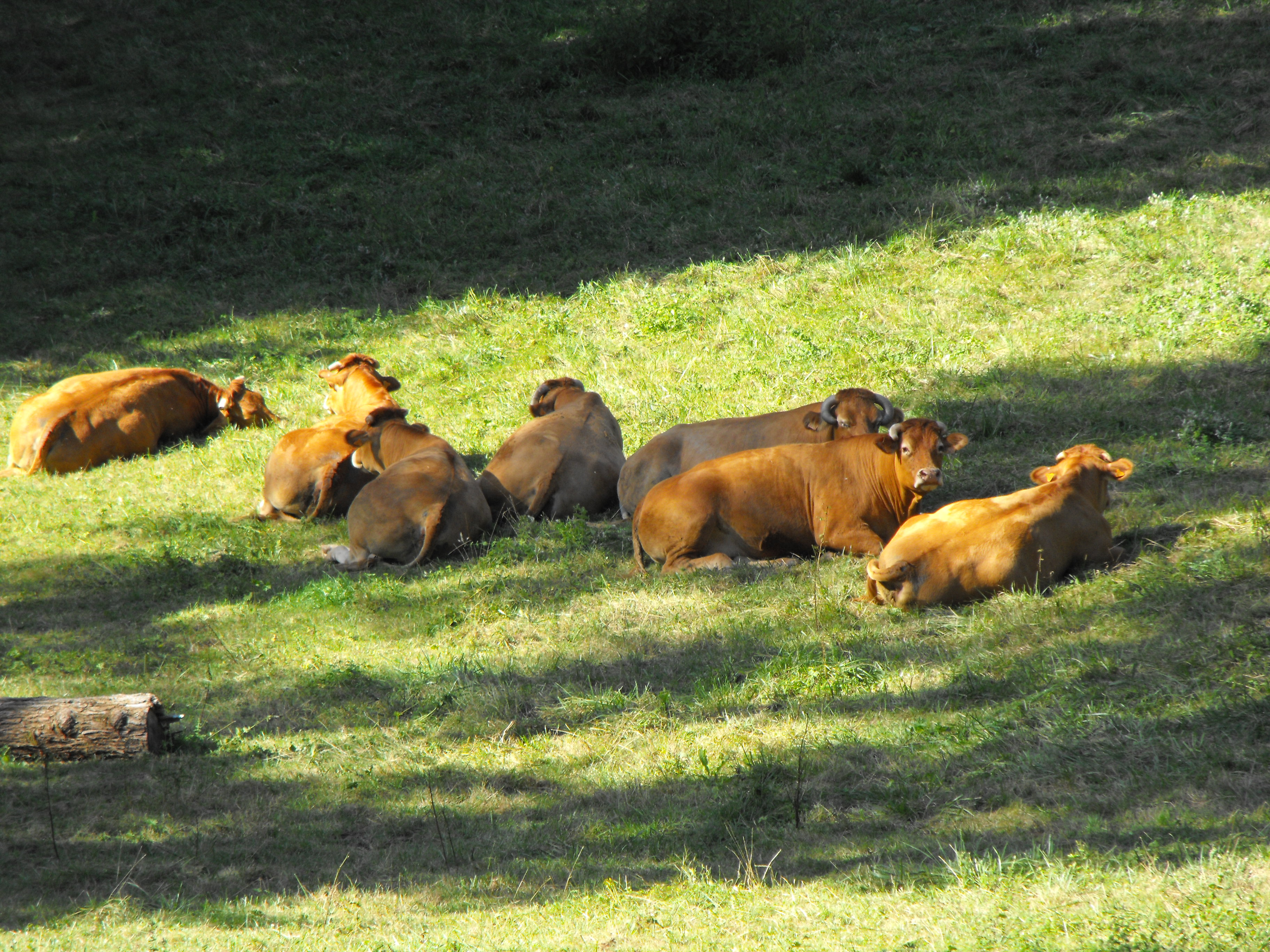
Des limousines au repos.

### Gastronomie

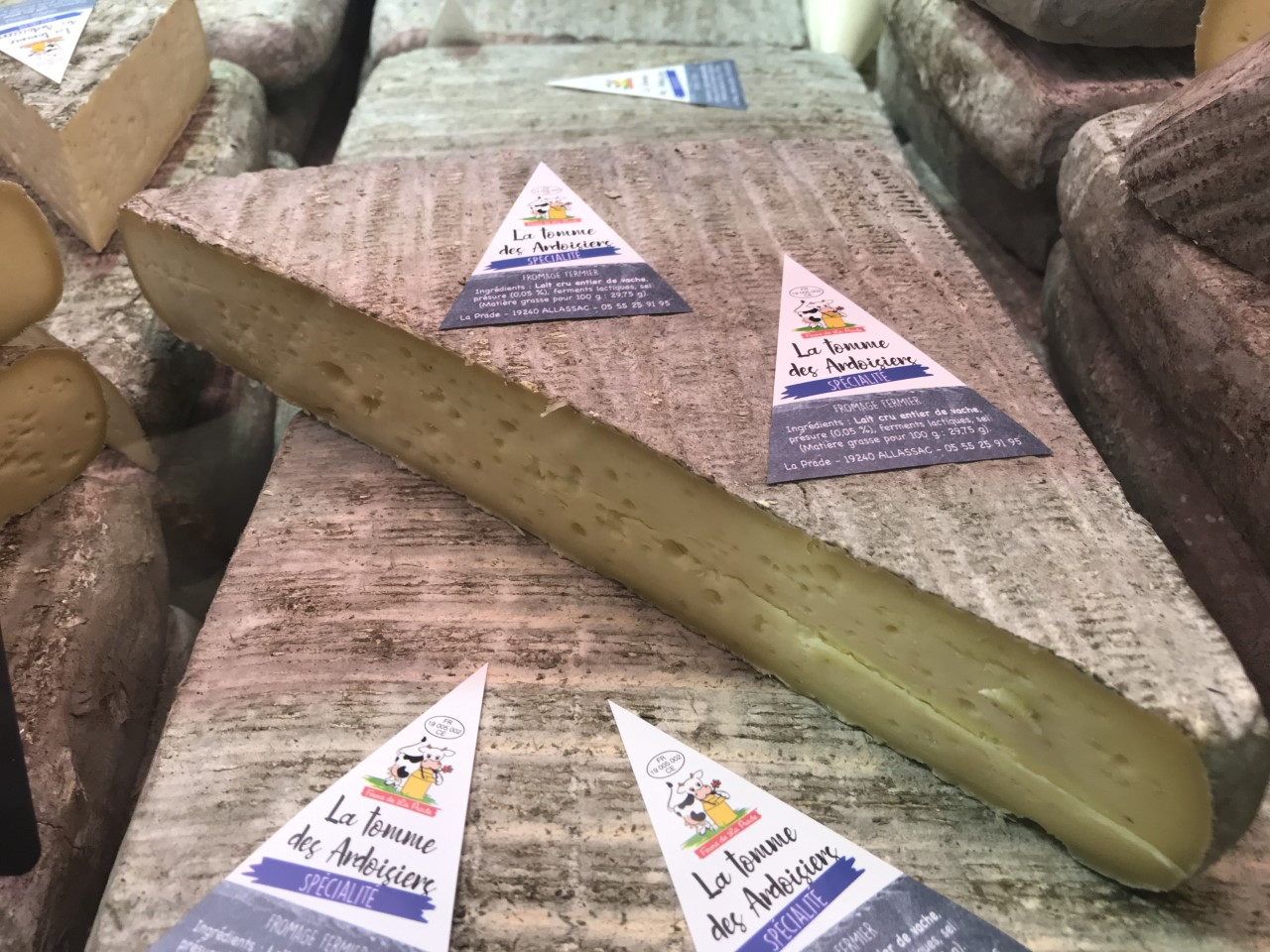
Tomme des ardoisiers

La tomme des ardoisiers est une spécialité locale, fromage fermier au lait cru de vache fabriqué à la Prade.

#### Activités extractives
Allassac abrite une ardoisière remise en activité.

## Culture locale et patrimoine

### Lieux et monuments
Lieux
- Le Saillant, village traversé par la Vézère et partagé entre les communes d'Allassac (Le Saillant d'Allassac en rive gauche) et de Voutezac (rive droite).
- Les gorges et cascades du Clan, à proximité des Trois-Villages
- Le site de la Roche, où affleurent des roches du Mésolithique, possède une table d'orientation et offre un large panorama sur le cirque du Saillant.
- Garavet, baignade et pêche dans la Vézère.

Monuments
- Vestiges du château de la Motte Roffignac XIVe et XVe siècles[36].
- La tour César, XIIe et XIVe siècles, d'une hauteur de 30 mètres, seul vestige de l'enceinte fortifiée, inscrite aux monuments historiques en 1949[37]. Elle est faite d'ardoise et de gneiss. Les mâchicoulis furent rajoutés au XVe siècle. C'est une des rares tours rondes du Moyen Âge en Limousin.
- Le manoir des Tours, XVe et XVIe siècles, inscrit aux monuments historiques en 1993[38], abrite les bureaux du Pays d'art et d'histoire Vézère Ardoise[39].
- Le château du Saillant Vieux, ou château de Lasteyrie, et son domaine, inscrit au titre des monuments historiques en 2020[Note 5],[40].
- Le pont gothique à becs du Saillant, XVIe siècle, classé monument historique en 1969[41]. En 1962, y fut tournée une scène du film Le Chevalier de Pardaillan de Bernard Borderie.
- L'église de la Décollation-de-Saint-Jean-Baptiste, XIIe et XIVe siècles, classée monument historique en 1914[42]. Le clocher fut fortifié au XIVe siècle lors de la guerre de Cent Ans. Elle possède un remarquable mobilier baroque composé de trois retables et d'une chaire ; ces œuvres auraient été réalisées par les frères Duhamel autour de l'an 1680. Le retable central (1679) est dédié au « Cœur sacré de Jésus ». Le fait qu'il présente sur une face le Christ montrant son Cœur Sacré le rend exceptionnel, cette dévotion n'étant activée que quatre ans avant la création du retable, à la suite de l'apparition du Christ à Marguerite-Marie Alacoque à Paray le Monial en 1675.

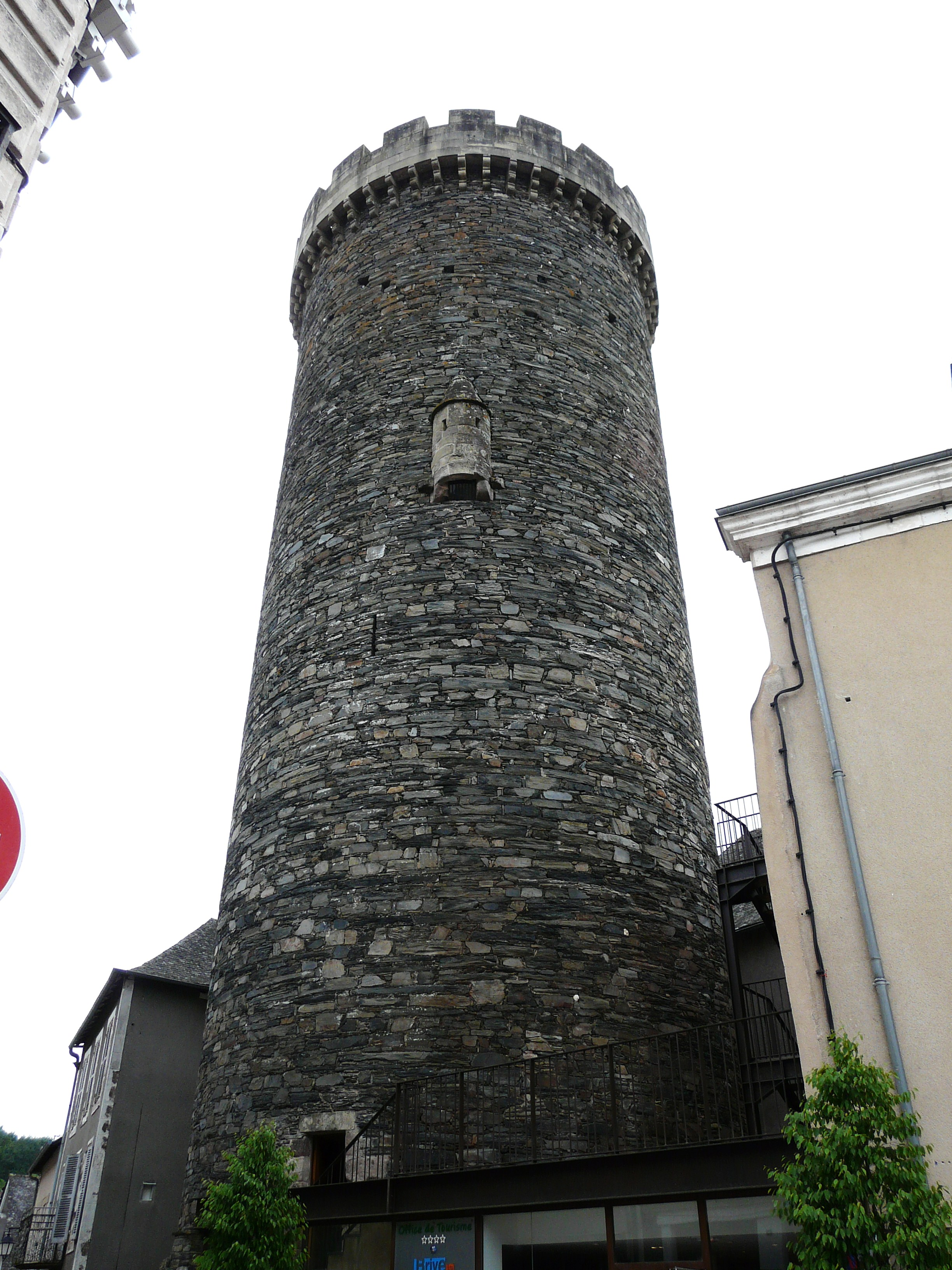
La tour César.
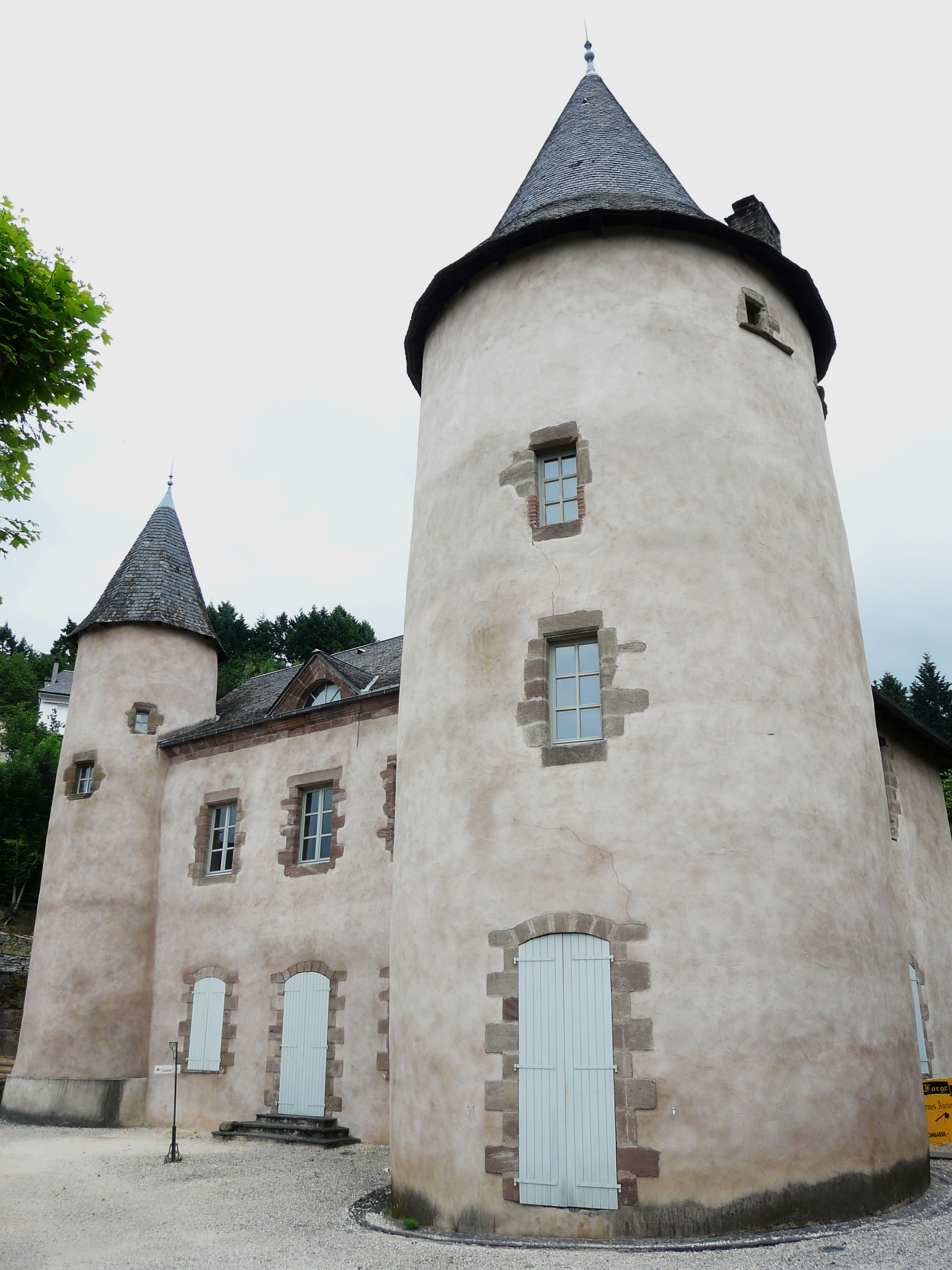
Le manoir des Tours.
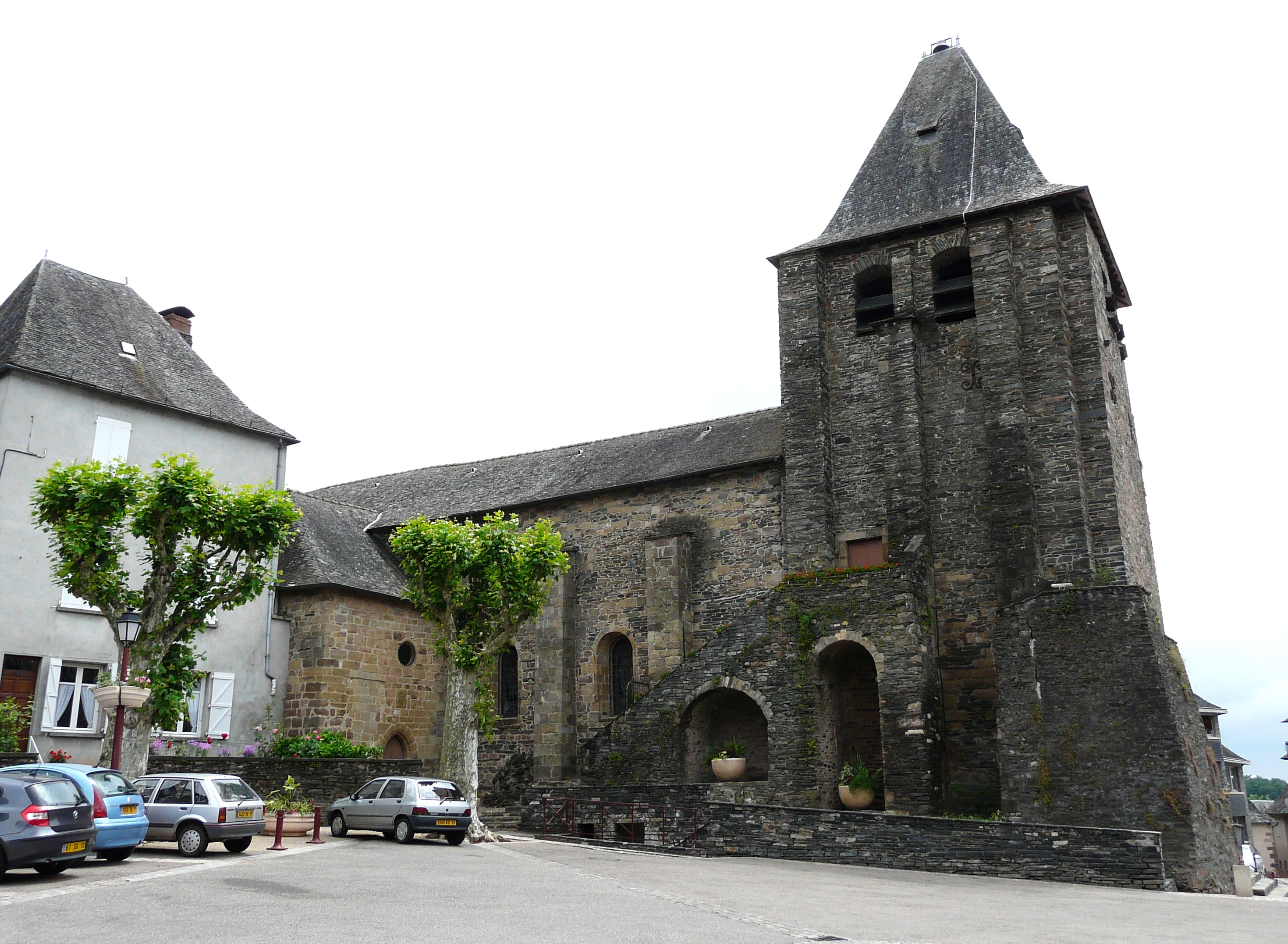
L'église Saint-Jean-Baptiste.
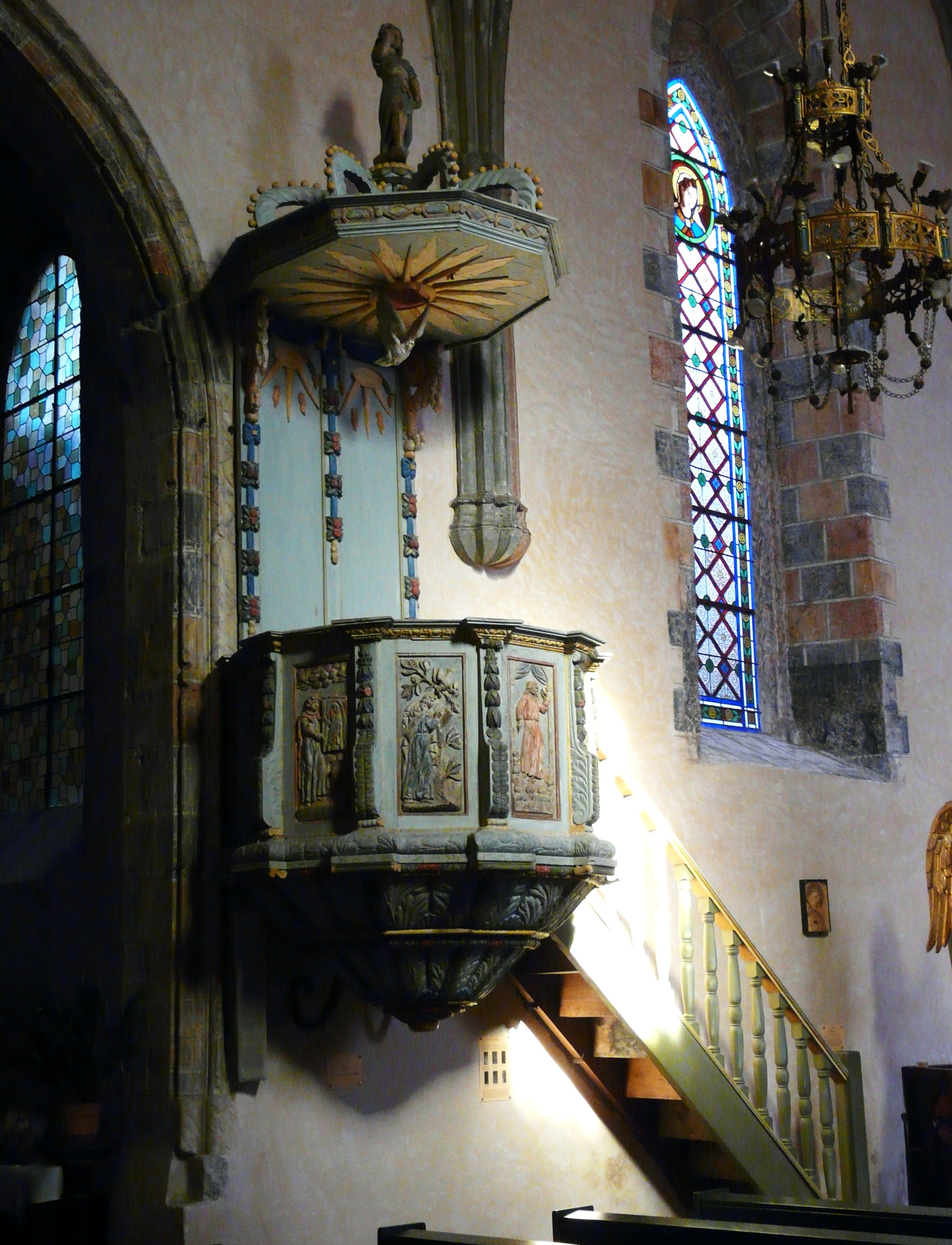
La chaire de l'église.
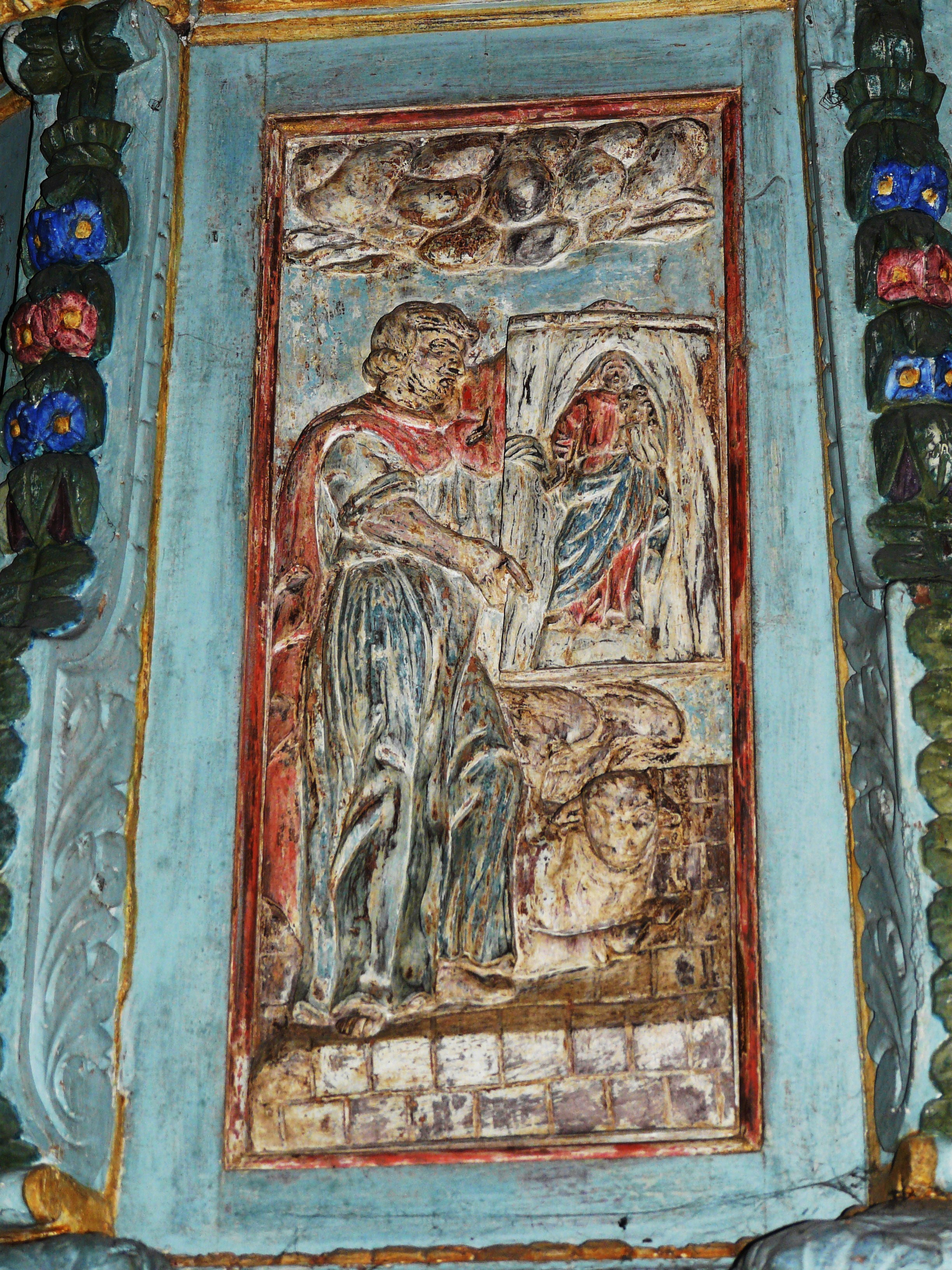
Détail de la chaire : Saint-Luc avec le taureau et le portrait de la Vierge.
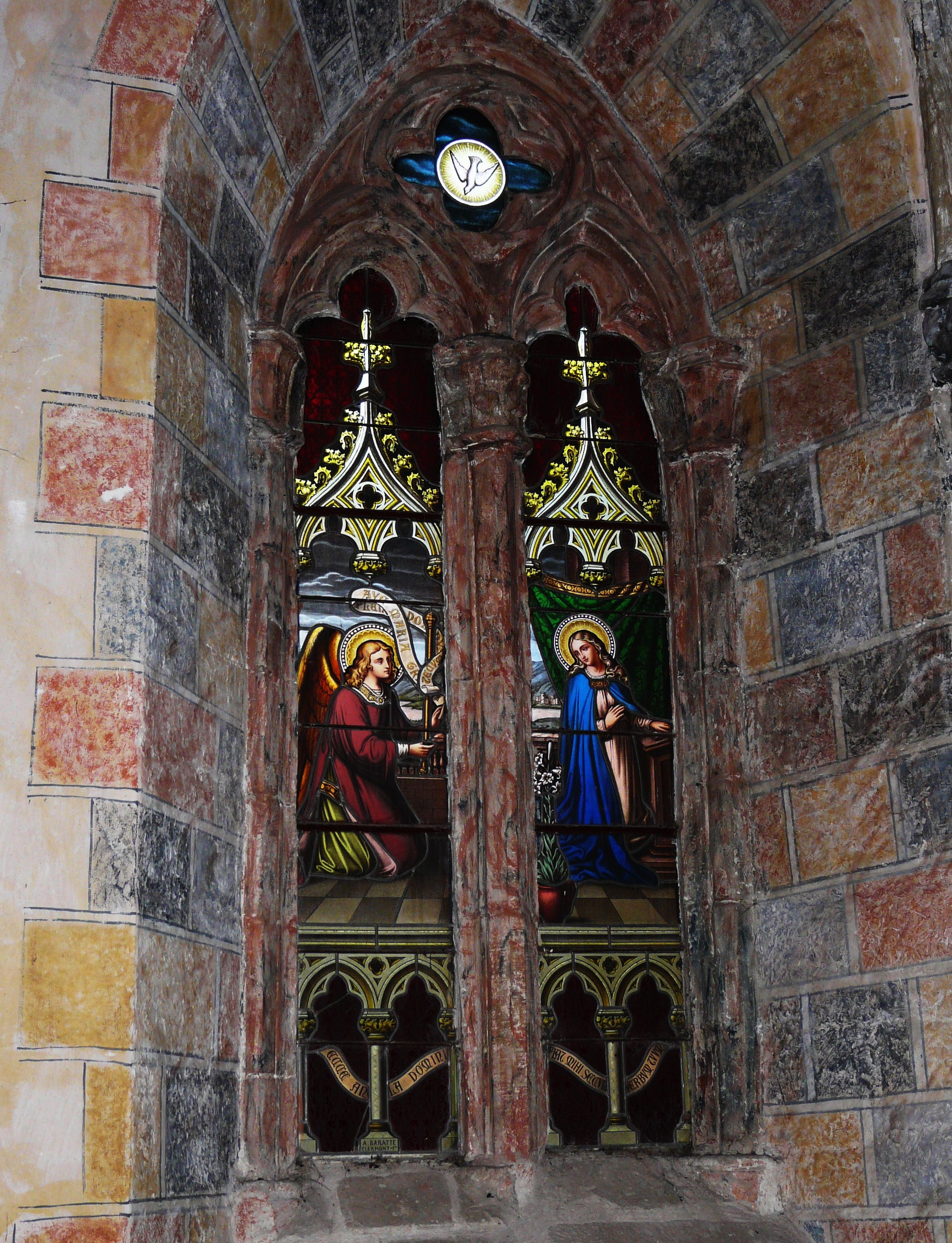
Vitrail représentant l'Annonce à Marie.
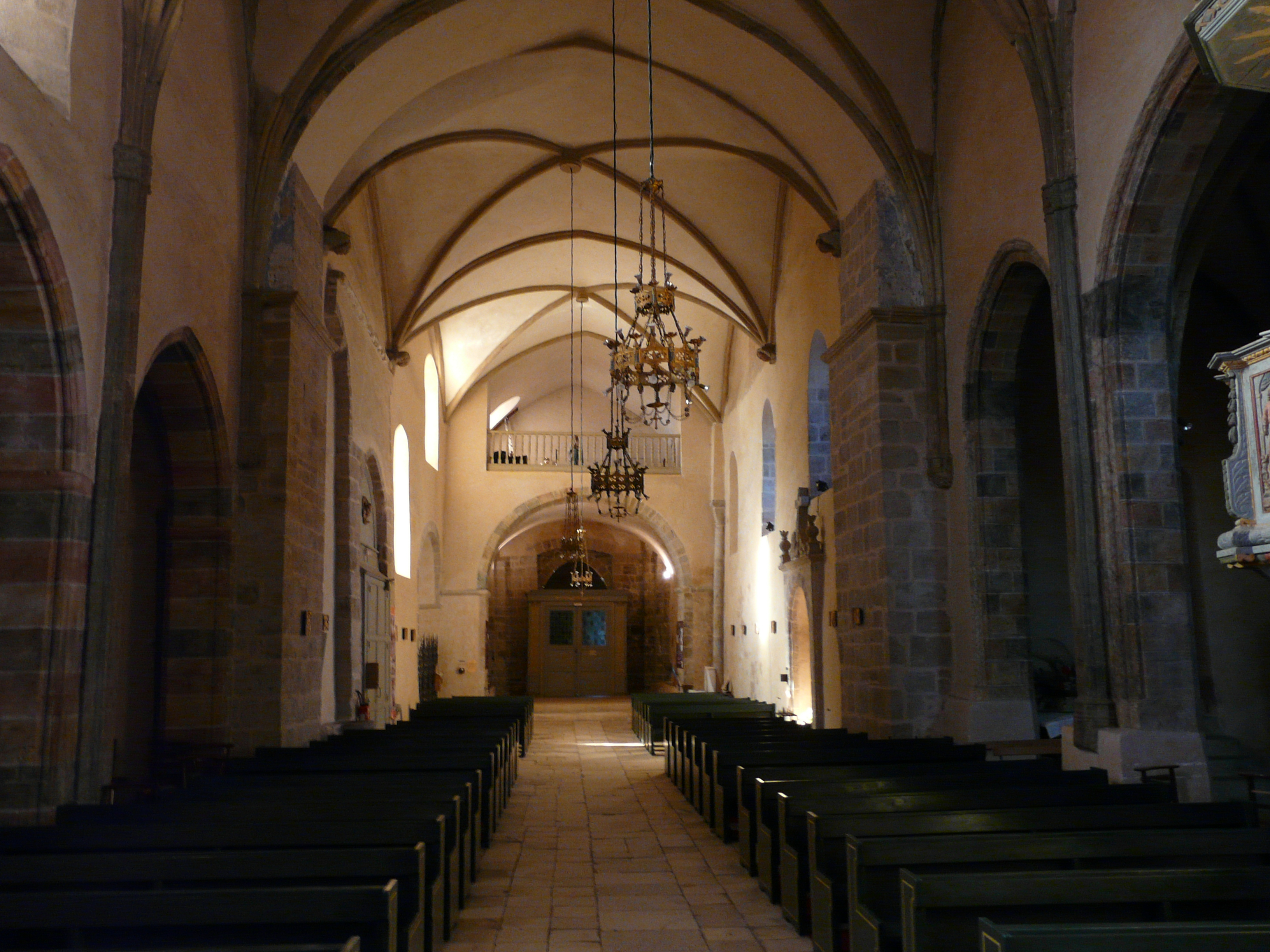
La nef de l'église, vue vers le portail ouest.
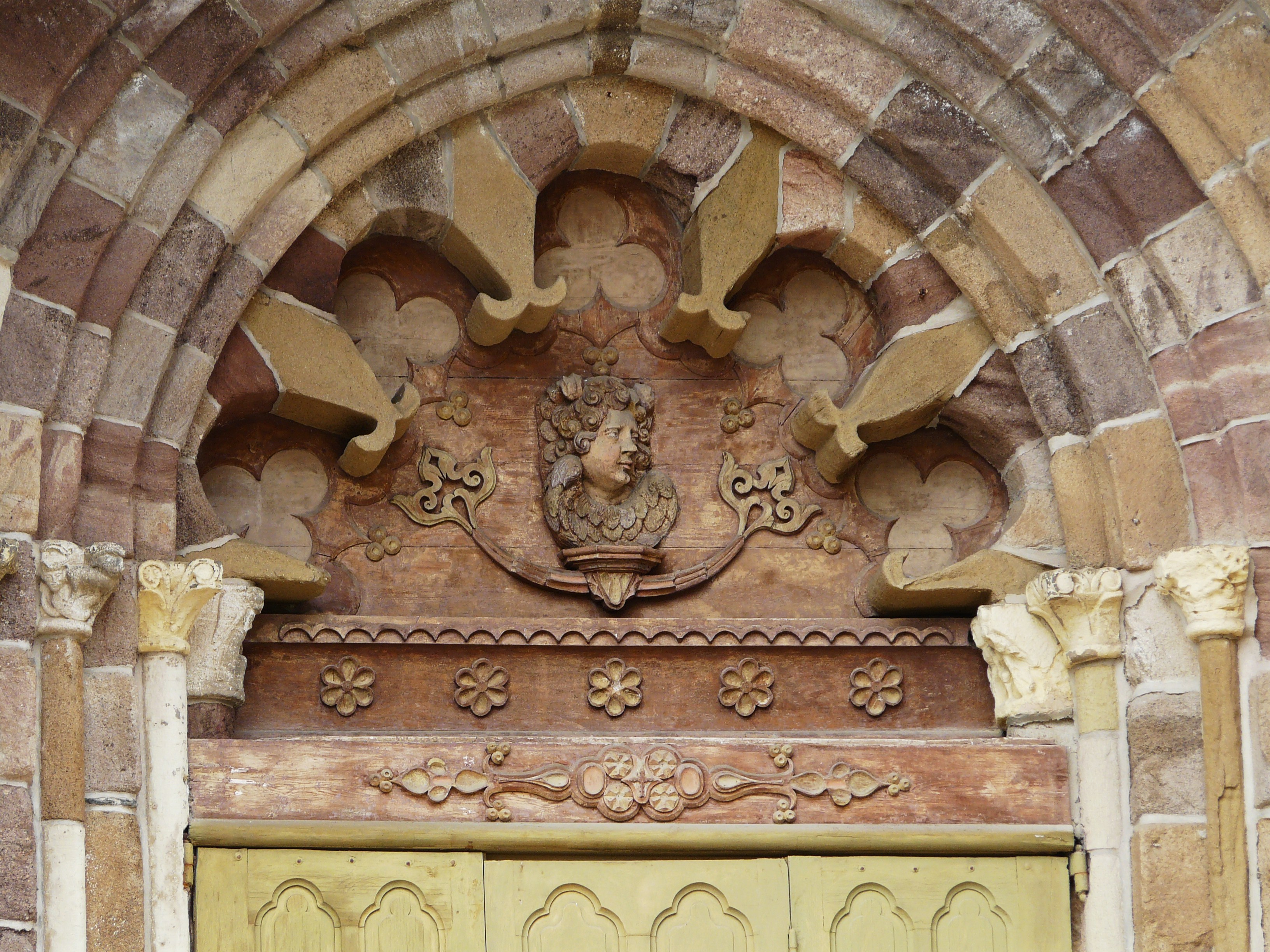
Détail du portail sud de l'église.

- La chapelle Saint-Nicolas de Tolentine, construite en 1894, au village de Brochat.
- La robuste chapelle Sainte-Marguerite, bâtie en grès rouge, du XIIIe au XVIIIe siècle, au village de la Chapelle.
- La chapelle Saint-Ferréol, XVIIe ou XVIIIe siècle, partie intégrante du cimetière, au village de la Chartroulle.

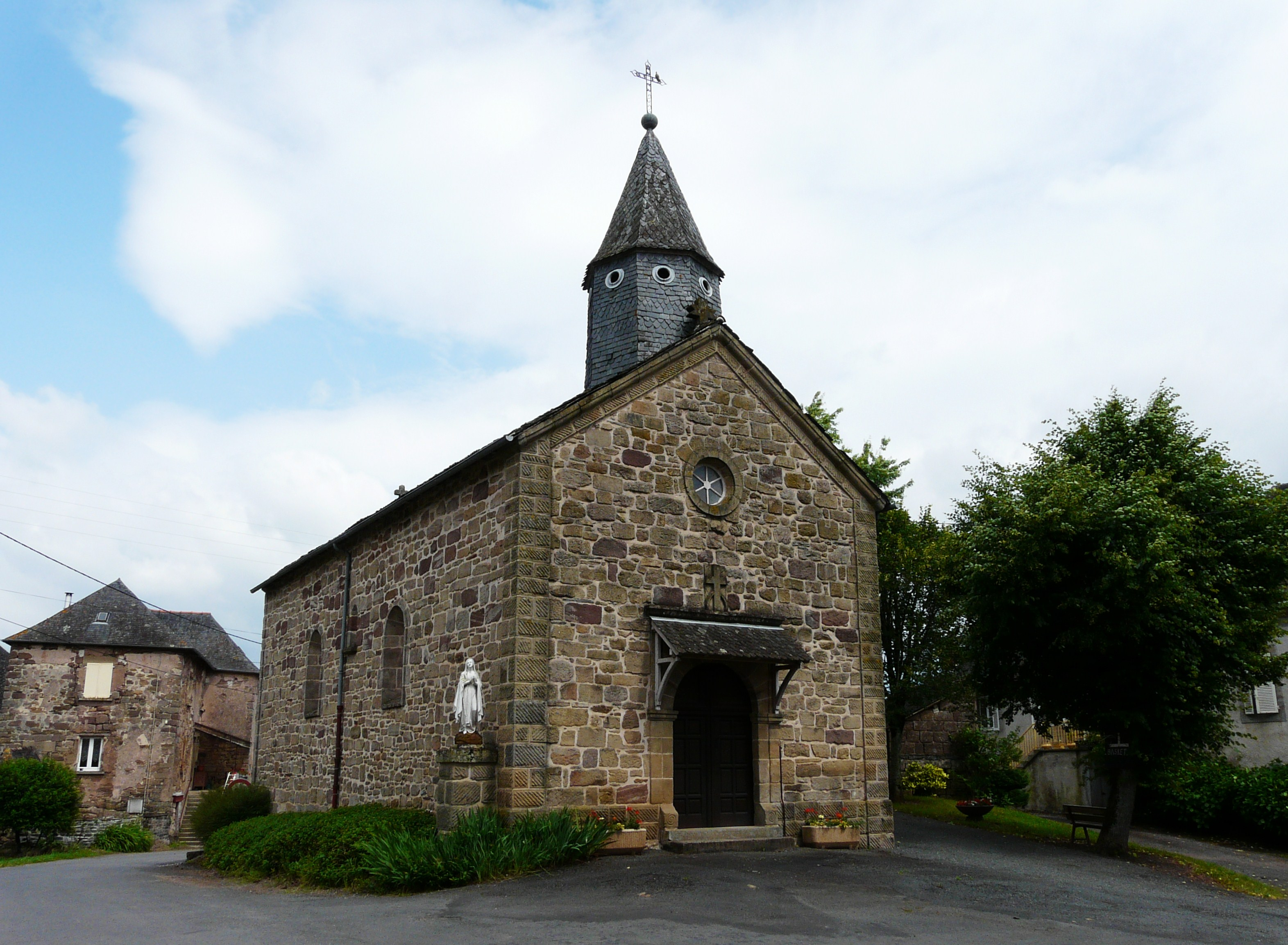
La chapelle Saint-Nicolas de Tolentine.
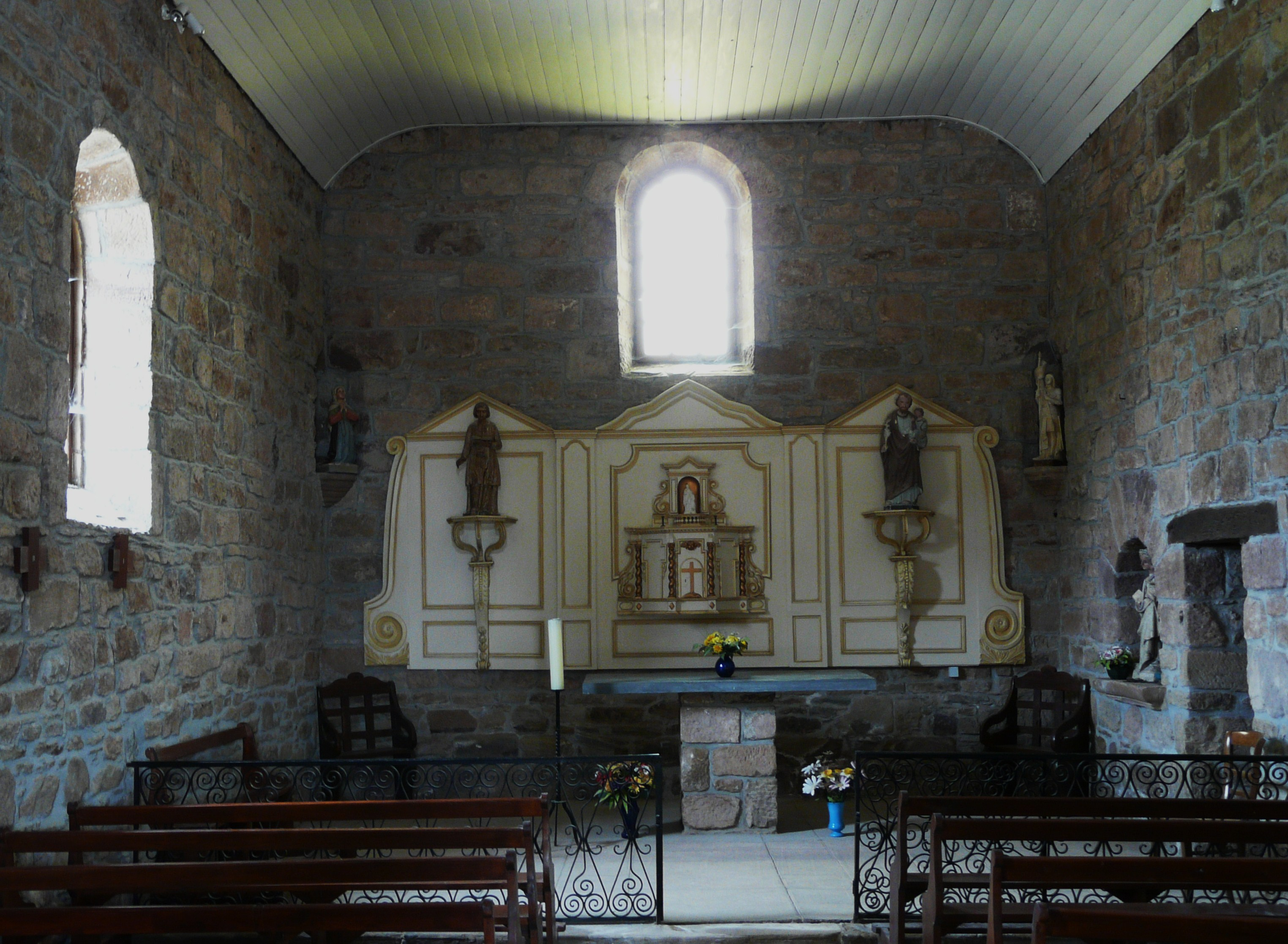
L'intérieur de la chapelle Saint-Nicolas de Tolentine.
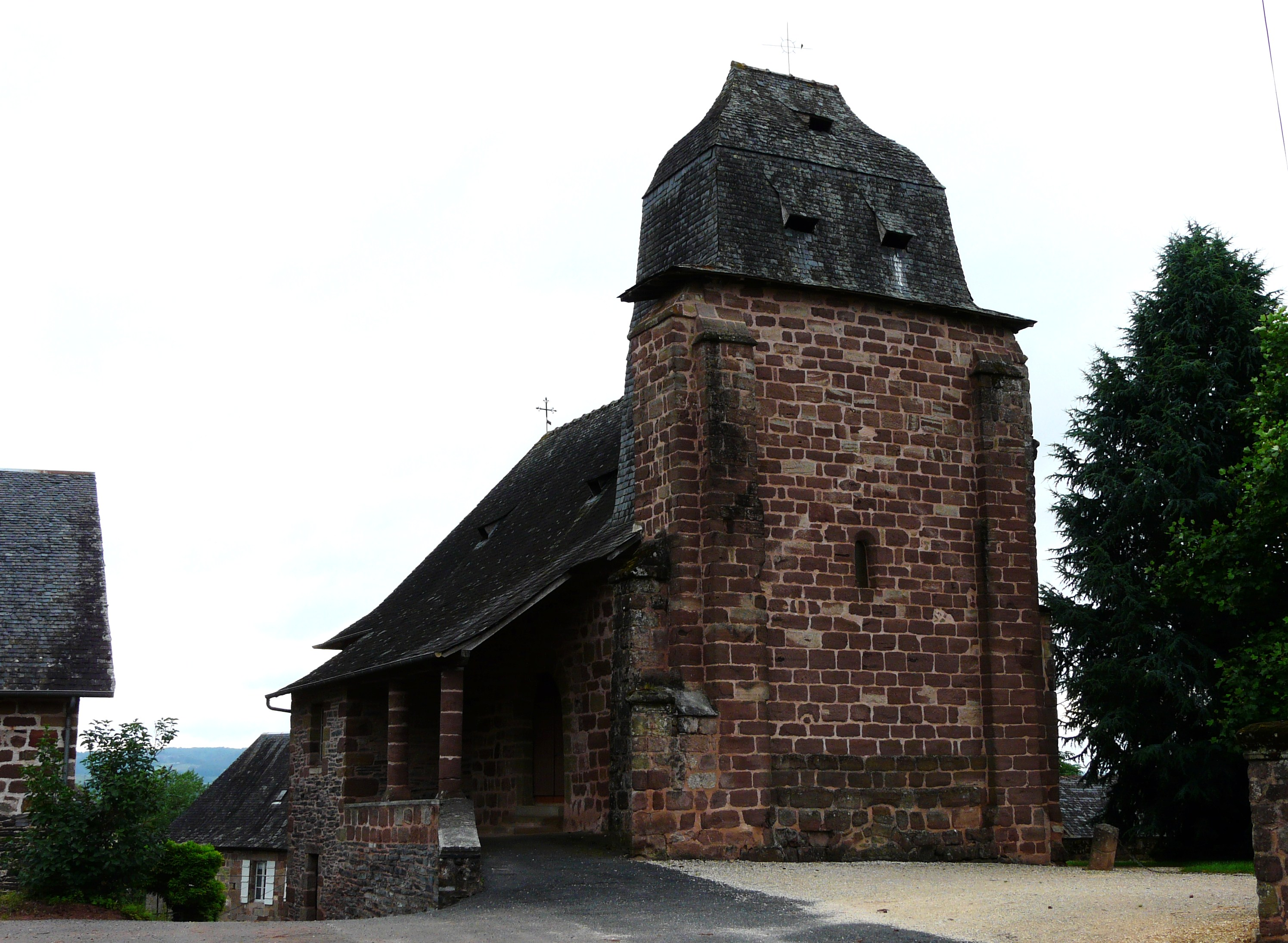
La chapelle Sainte-Marguerite.
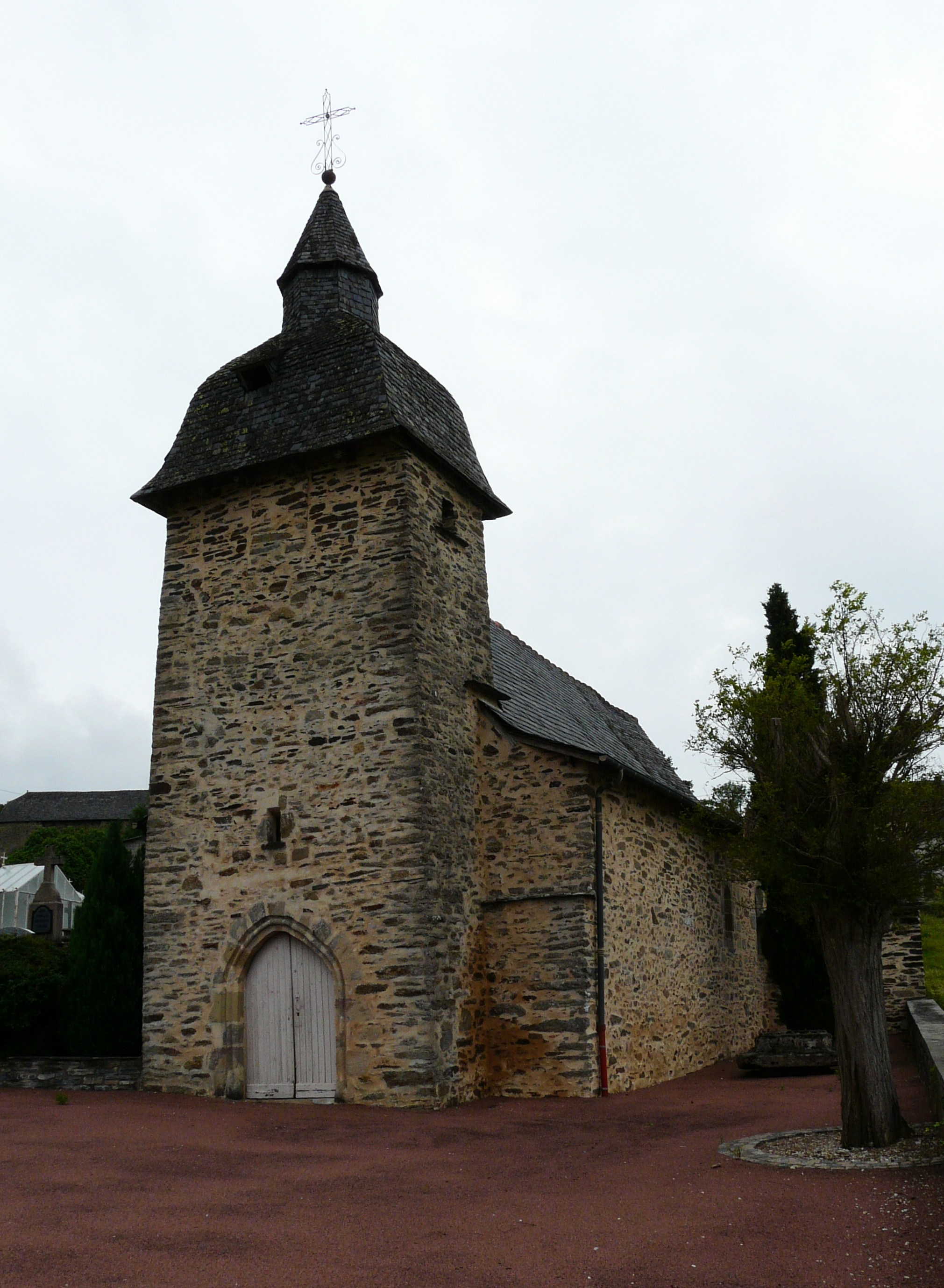
La chapelle Saint-Ferréol.

- La chapelle Saint-Roch, XVIe et XIXe siècles, au village de Gauch.
- La minuscule chapelle Saint-Laurent, XIIIe et XVIIIe siècles, au village de Saint-Laurent, avec son portail qui ouvre directement sur le cimetière.

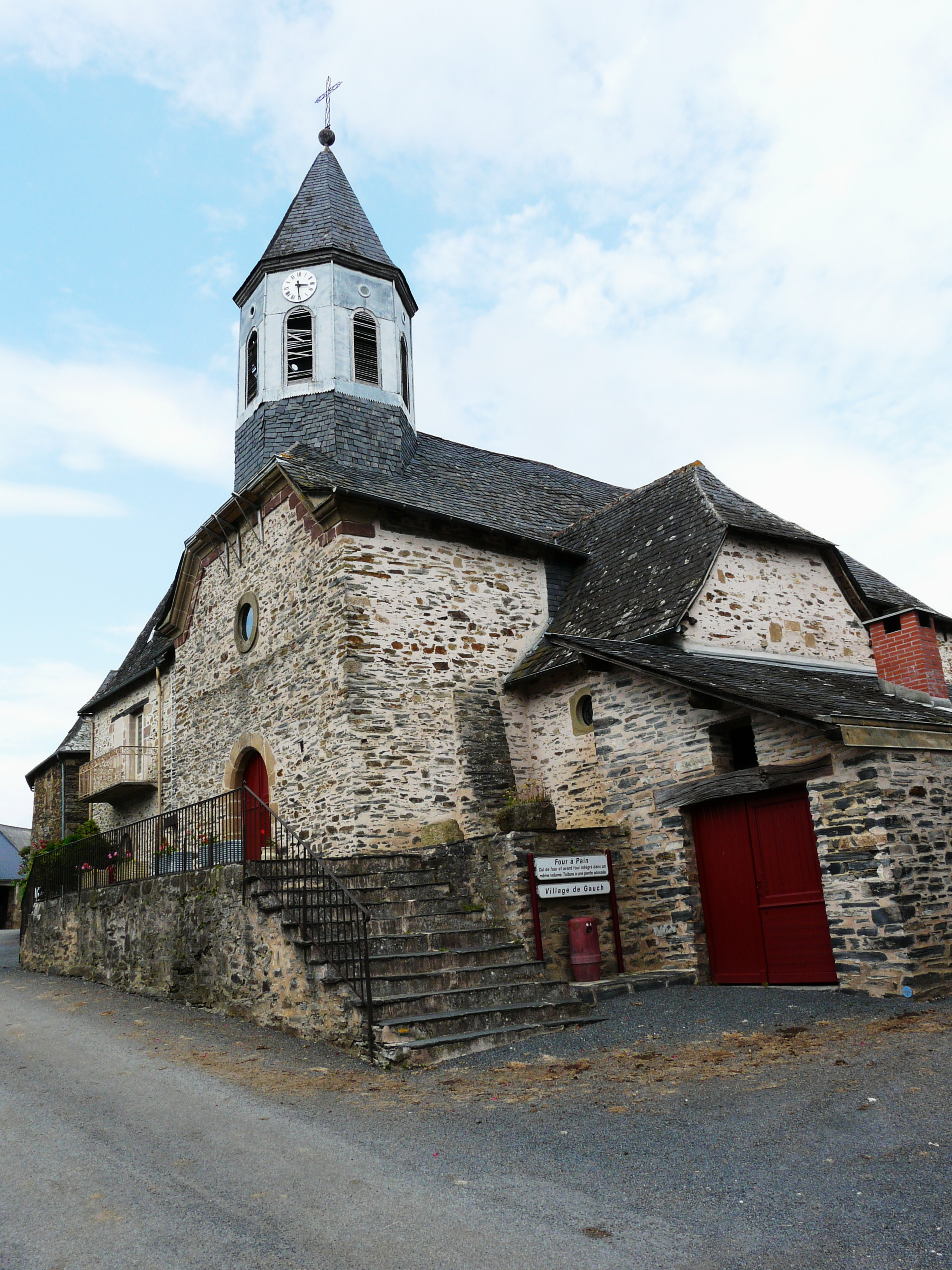
La chapelle Saint-Roch.
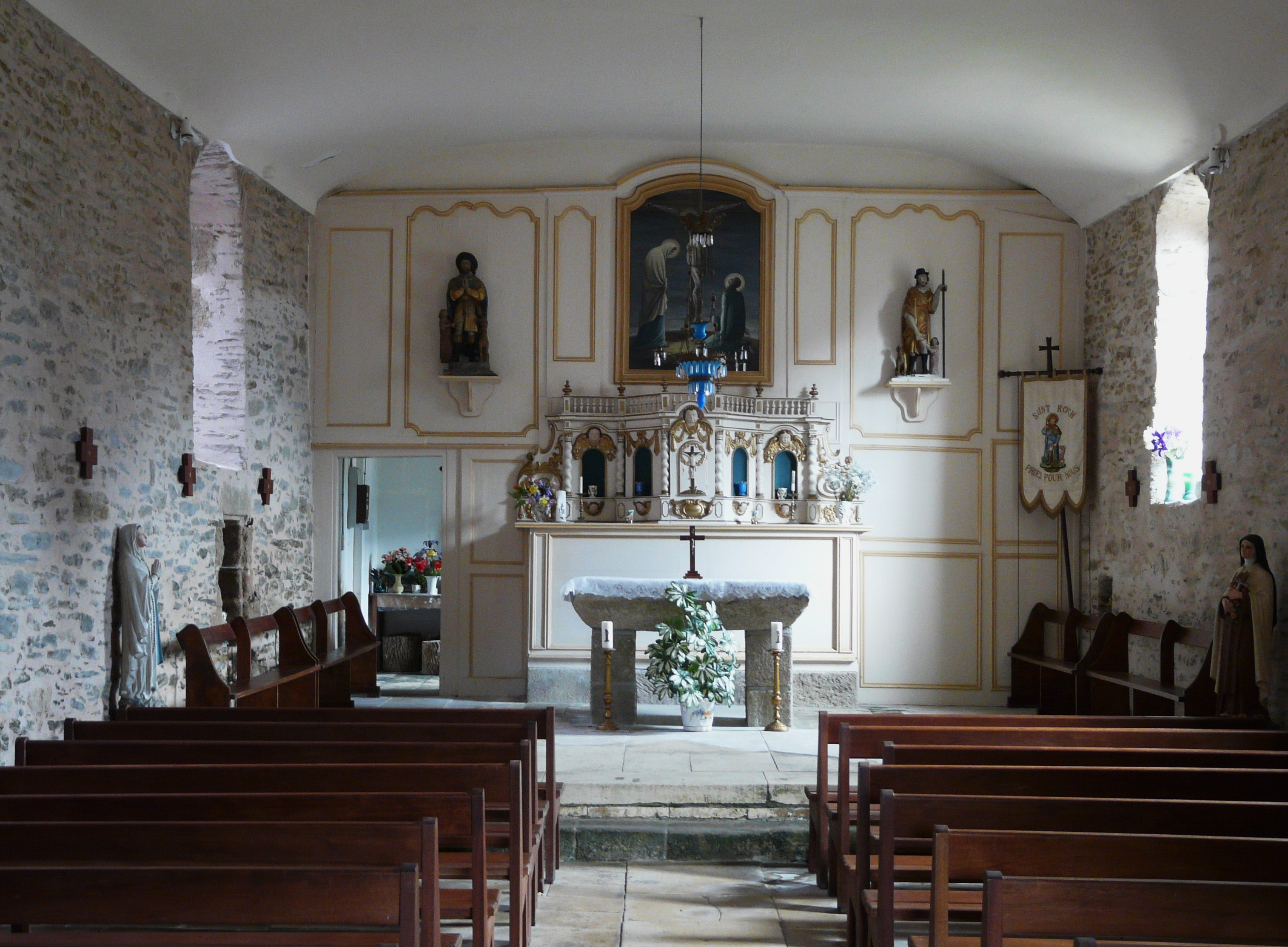
L'intérieur de la chapelle Saint-Roch.
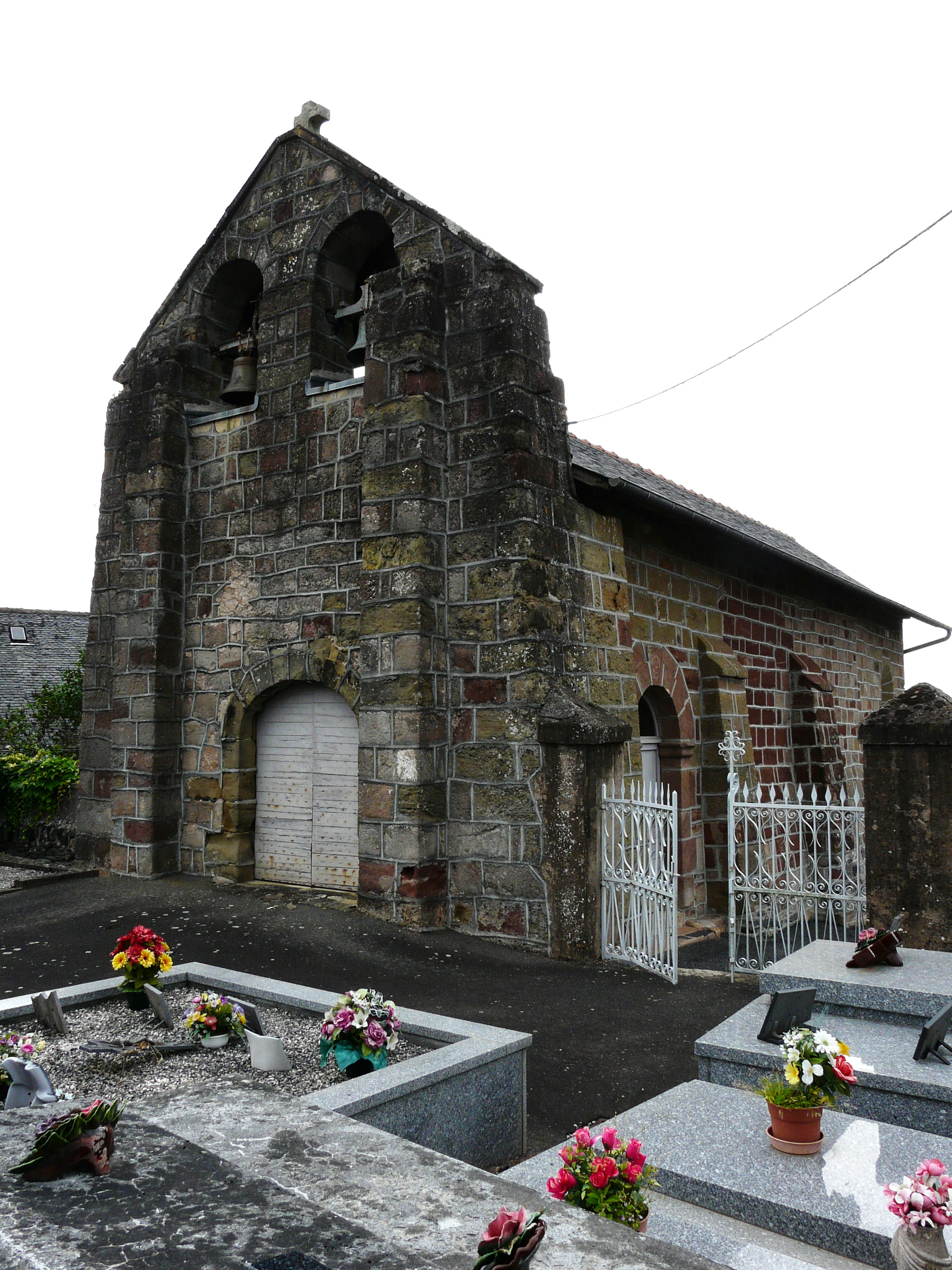
La chapelle Saint-Laurent.
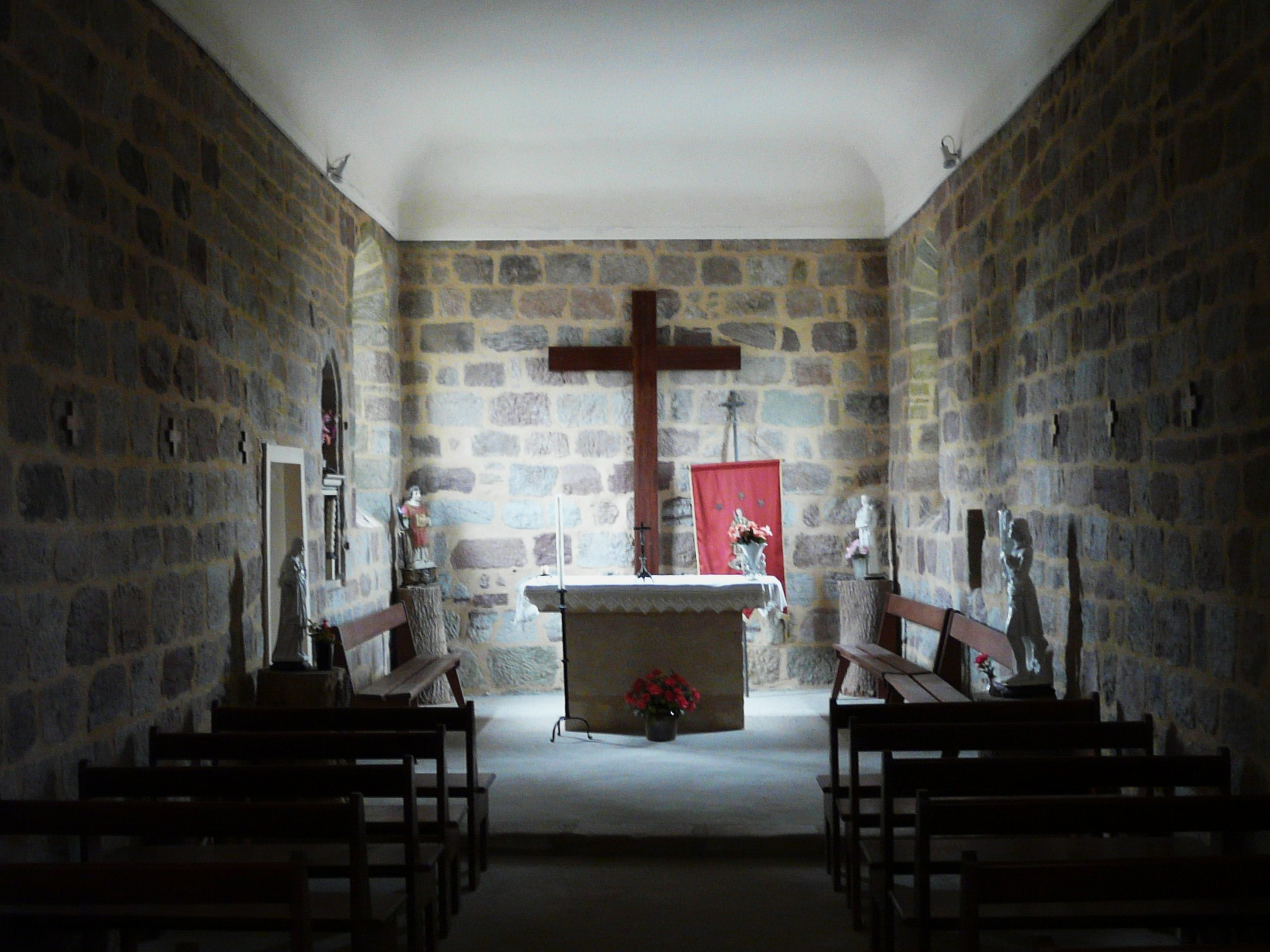
L'intérieur de la chapelle Saint-Laurent.

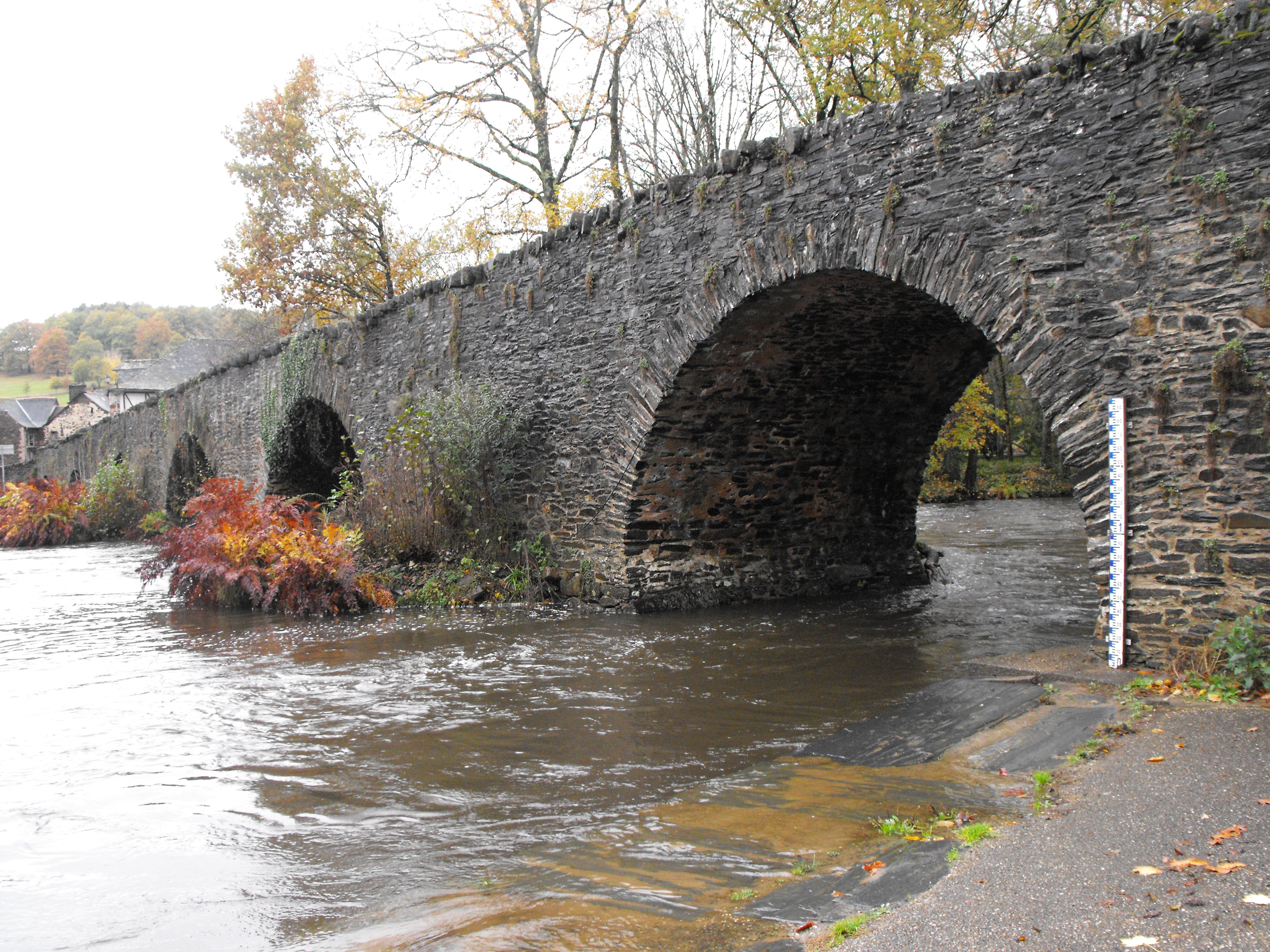
Le pont du Saillant, à droite les 2 arches côté Allassac.
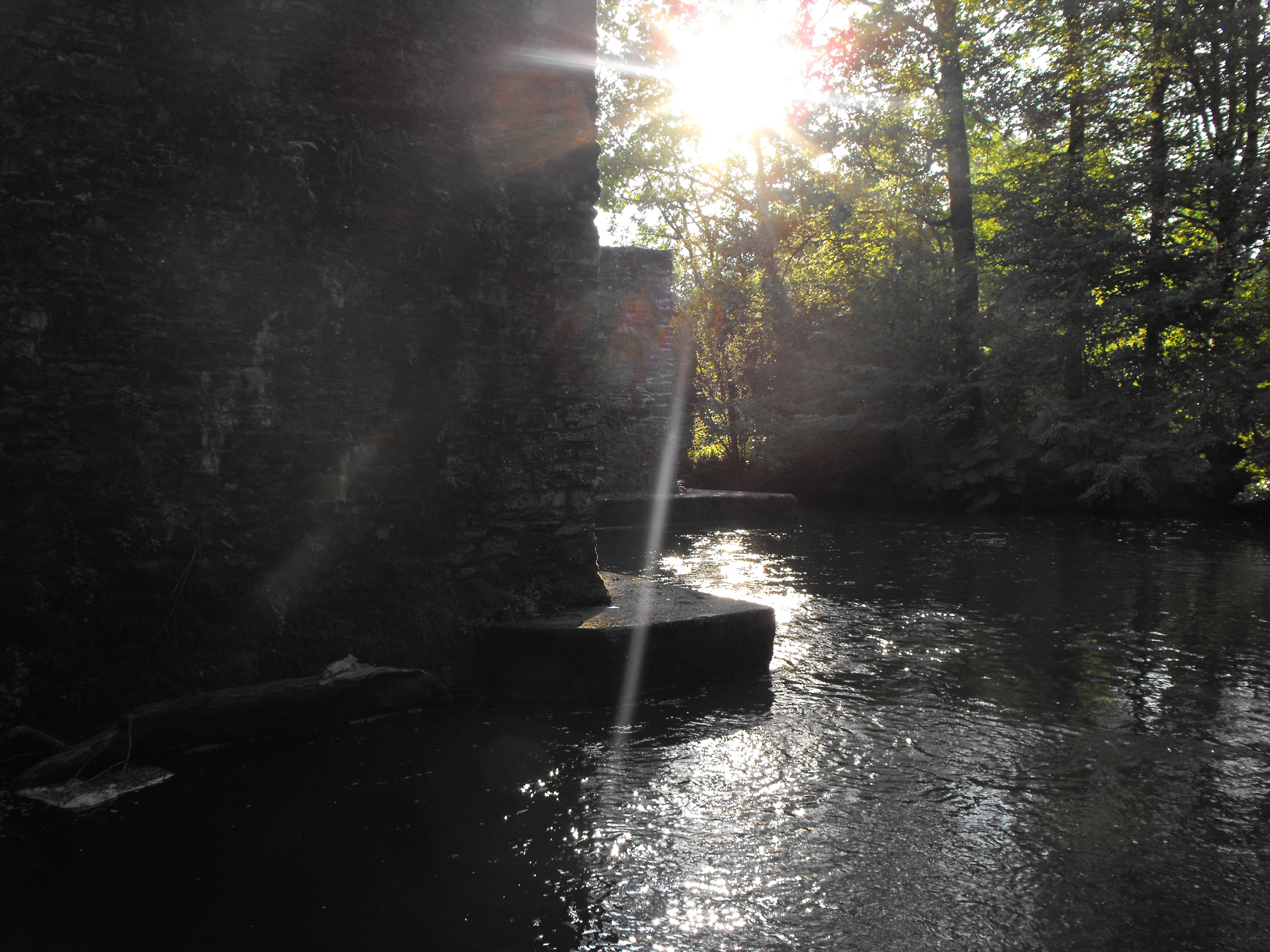
Becs du vieux pont.
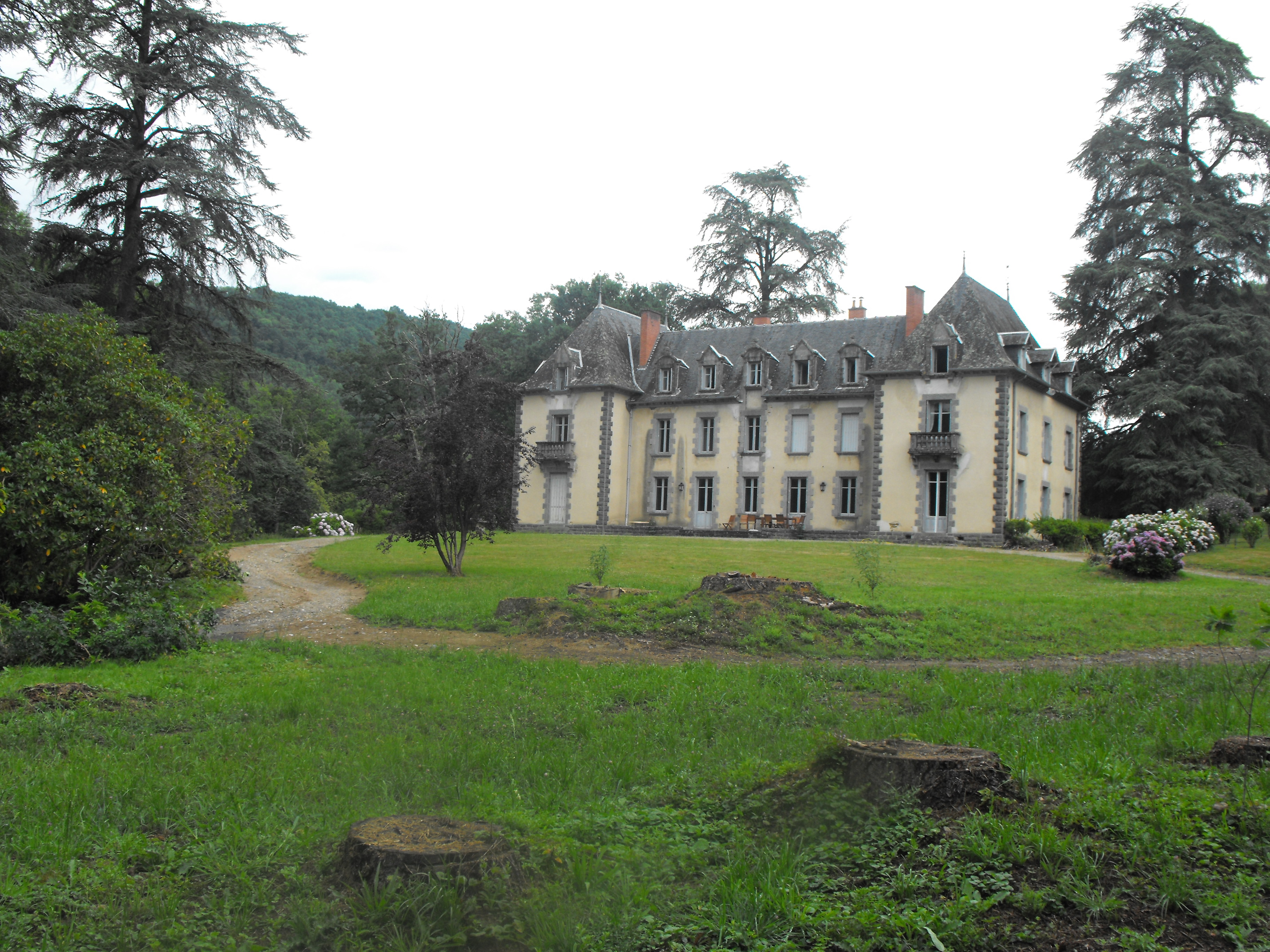
Le château du Saillant Vieux, ou de Lasteyrie du Saillant (maison bourgeoise du XIXe siècle).

### Patrimoine culturel
Allassac, comme nombre de communes alentour, fait partie du Pays de Vézère-Ardoise bénéficiant, depuis 2001, du label pays d'art et d'histoire.

### Personnalités liées à la commune
- Raynaud de La Porte (†1325), cardinal évêque d'Ostie .
- Bertrand de Chanac (†1401), cardinal.
- Aymard de Foucauld (1824-1863), officier de l'armée française,
- Lasteyrie du Saillant.
  - Charles Philibert de Lasteyrie (1759-1849), agronome et imprimeur-lithographe.
  - Ferdinand Charles Léon de Lasteyrie, (1810-1879), érudit et homme politique.
  - Robert Charles de Lasteyrie (1849-1921), historien.
  - Charles de Lasteyrie (1877-1936), inspecteur des finances, banquier et homme politique.
- Georges Mamy (1921-1997), journaliste et écrivain, est né à Allassac.
- Pierre Maurice Restoueix (1920-2005), résistant arrêté au Saillant le 15 avril 1944 et déporté au camp de Neuengamme. Le groupe scolaire porte son nom.
- Aurélien Béco (1986-), joueur de rugby à XV originaire d'Allassac

### Héraldique
| Blason de Allassac | Blason  | Parti : au 1er coupé au I de sable à l'aigle d'or au vol abaissé, au II d'argent au lambel de gueules, au 2e d'or au lion de gueules.                                            |
| Blason de Allassac | Détails | Blason adopté par le conseil municipal le 3 juillet 1981 représentant, à gauche, le blason de la famille de Lasteyrie du Saillant, et à droite celui de la famille de Roffignac. |